# Списак споменика културе у Београду
Следи списак споменика културе на територији града Београда.
| ИД      | Слика                                                                                  | Назив                                                                                  | Адреса                                                                  | Координате                                                                         | Место                | Градска општина             | Општина    | Надлежни завод |
| ------- | -------------------------------------------------------------------------------------- | -------------------------------------------------------------------------------------- | ----------------------------------------------------------------------- | ---------------------------------------------------------------------------------- | -------------------- | --------------------------- | ---------- | -------------- |
| СК 1    | Доситејев лицеј                                                                        | Доситејев лицеј                                                                        | Господар Јевремова 21                                                   | 44.82098°N 20.45885°E / 44.82098, 20.45885                                         | Београд              | Стари град                  | Београд    | Београд        |
| СК 2    | Конак кнегиње Љубице                                                                   | Конак кнегиње Љубице                                                                   | Симе Марковића 8                                                        | 44.81708°N 20.45232°E / 44.81708, 20.45232                                         | Београд              | Стари град                  | Београд    | Београд        |
| СК 3    | Београдска тврђава                                                                     | Београдска тврђава                                                                     | Калемегдан                                                              | 44.82425°N 20.45271°E / 44.82425, 20.45271                                         | Београд              | Стари град                  | Београд    | Београд        |
| СК 4    | Божићева кућа                                                                          | Божићева кућа                                                                          | Господар Јевремова 19                                                   | 44.82131°N 20.45860°E / 44.82131, 20.45860                                         | Београд              | Стари град                  | Београд    | Београд        |
| СК 5    | Конак кнеза Милоша у Топчидеру                                                         | Конак кнеза Милоша у Топчидеру                                                         | између Бул. Војводе Путника и Теодора Драјзера                          | 44.780906°N 20.44242°E / 44.780906, 20.44242                                       | Београд              | Савски венац                | Београд    | Београд        |
| СК 6    | Топчидерска црква (Црква Св. Апостола Петра и Павла)                                   | Топчидерска црква (Црква Св. Апостола Петра и Павла)                                   | Булевар Војводе Путника 11                                              | 44.781173°N 20.443818°E / 44.781173, 20.443818                                     | Београд              | Савски венац                | Београд    | Београд        |
| СК 7    | Црквени конак у Топчидеру                                                              | Црквени конак у Топчидеру                                                              | Булевар Војводе Путника 11                                              | 44.781173°N 20.443818°E / 44.781173, 20.443818                                     | Београд              | Савски венац                | Београд    | Београд        |
| СК 8    | Теразијска чесма                                                                       | Теразијска чесма                                                                       | Теразије                                                                | 44.813232°N 20.460515°E / 44.813232, 20.460515                                     | Београд              | Стари град                  | Београд    | Београд        |
| СК 9    | Турбе Шеих Мустафе                                                                     | Турбе Шеих Мустафе                                                                     | Вишњићева 1                                                             | 44.820159°N 20.458197°E / 44.820159, 20.458197                                     | Београд              | Стари град                  | Београд    | Београд        |
| СК 10   | Кафана "?"                                                                             | Кафана "?"                                                                             | Ул. Краља Петра 6                                                       | 44.817741°N 20.452487°E / 44.817741, 20.452487                                     | Београд              | Стари град                  | Београд    | Београд        |
| СК 11   | Споменик кнезу Михаилу                                                                 | Споменик кнезу Михаилу                                                                 | Трг републике                                                           | 44.816455°N 20.460059°E / 44.816455, 20.460059                                     | Београд              | Стари град                  | Београд    | Београд        |
| СК 12   | Капетан Мишино здање                                                                   | Капетан Мишино здање                                                                   | Студентски трг 1                                                        | 44.818438°N 20.45757°E / 44.818438, 20.45757                                       | Београд              | Стари град                  | Београд    | Београд        |
| СК 13   | Бајракли џамија у Београду                                                             | Бајракли џамија у Београду                                                             | Господар Јевремова 11                                                   | 44.822201°N 20.457492°E / 44.822201, 20.457492                                     | Београд              | Стари град                  | Београд    | Београд        |
| СК 14   | Римска гробница у Брестовику                                                           | Римска гробница у Брестовику                                                           | Брестовик                                                               | 44.644062°N 20.760640°E / 44.644062, 20.760640                                     | Гроцка               | Гроцка                      | Београд    | Београд        |
| СК 15   | Земунска тврђава                                                                       | Земунска тврђава                                                                       | Гардош                                                                  | 44.848282°N 20.409787°E / 44.848282, 20.409787                                     | Земун                | Земун                       | Београд    | Београд        |
| СК 16   | Сопотски хан                                                                           | Сопотски хан                                                                           | Кнеза Милоша 48                                                         | 44.520617°N 20.574336°E / 44.520617, 20.574336                                     | Београд              | Сопот                       | Београд‎    | Београд        |
| СК 17   | Амам кнеза Милоша                                                                      | Амам кнеза Милоша                                                                      | Адмирала Гепрата 14                                                     | 44.8081686°N 20.4604624°E / 44.8081686, 20.4604624                                 | Београд              | Савски венац                | Београд    | Београд        |
| СК 18   | Николајевска црква у Земуну                                                            | Николајевска црква у Земуну                                                            | Његошева 43                                                             | 44.84785°N 20.411954°E / 44.84785, 20.411954                                       | Земун                | Земун                       | Београд    | Београд        |
| СК 19   | Пошаљи фотографију                                                                     | Кућа у селу Дражевцу                                                                   | Дражевац                                                                | 44.573056°N 20.225278°E / 44.573056, 20.225278                                     | Дражевац (Обреновац) | Обреновац                   | Обреновац  | Београд        |
| СК 20   | Манастир Раковица                                                                      | Манастир Раковица                                                                      | Патријарха Димитрија 34                                                 | 44.730554°N 20.446907°E / 44.730554, 20.446907                                     | Београд              | Раковица                    | Београд    | Београд        |
| СК 21   | Кућа у којој се родио народни херој Влада Аксентијевић                                 | Кућа у којој се родио народни херој Влада Аксентијевић                                 | Милоша Обреновића 27                                                    | 44.651621°N 20.195971°E / 44.651621, 20.195971                                     | Обреновац            | Обреновац                   | Обреновац  | Београд        |
| СК 22   | Кућа породице Карамата                                                                 | Кућа породице Карамата                                                                 | Караматина 17                                                           | 44.846772°N 20.411755°E / 44.846772, 20.411755                                     | Земун                | Земун                       | Београд    | Београд        |
| СК 23   | Кућа у којој се родио Димитрије Давидовић                                              | Кућа у којој се родио Димитрије Давидовић                                              | Главна 6                                                                | 44.842227°N 20.413421°E / 44.842227, 20.413421                                     | Земун                | Земун                       | Београд    | Београд        |
| СК 24   | Кућа Афродите Биало                                                                    | Кућа Афродите Биало                                                                    | Главна 45                                                               | 44.845796°N 20.409542°E / 44.845796, 20.409542                                     | Земун                | Земун                       | Београд    | Београд        |
| СК 25   | Кућа са сунчаним сатом                                                                 | Кућа са сунчаним сатом                                                                 | Главна 23                                                               | 44.844237°N 20.41127°E / 44.844237, 20.41127                                       | Земун                | Земун                       | Београд    | Београд        |
| СК 26   | Музеј Томе Росандића                                                                   | Музеј Томе Росандића                                                                   | Козјачка 30                                                             | 44.79291°N 20.442638°E / 44.79291, 20.442638                                       | Београд              | Савски венац                | Београд    | Београд        |
| СК 27   | Кућа војводе Петра Бојовића                                                            | Кућа војводе Петра Бојовића                                                            | Трнска 25                                                               | 44.803104°N 20.477389°E / 44.803104, 20.477389                                     | Београд              | Врачар                      | Београд    | Београд        |
| СК 28   | Кућа сликара Ђорђа Крстића                                                             | Кућа сликара Ђорђа Крстића                                                             | Кнегиње Љубице 23                                                       | 44.820789°N 20.462459°E / 44.820789, 20.462459                                     | Београд              | Стари град                  | Београд    | Београд        |
| СК 29   | Црква Св. Тројице у Земуну                                                             | Црква Св. Тројице у Земуну                                                             | Цара Душана 83                                                          | 44.851043°N 20.396933°E / 44.851043, 20.396933                                     | Земун                | Земун                       | Београд    | Београд        |
| СК 30   | Дом Јеврема Грујића                                                                    | Дом Јеврема Грујића                                                                    | Светогорска 17                                                          | 44.814248°N 20.467743°E / 44.814248, 20.467743                                     | Београд              | Стари град                  | Београд    | Београд        |
| СК 31   | Зграда задужбине Николе Спасића                                                        | Зграда задужбине Николе Спасића                                                        | Кнез Михаилова 33                                                       | 44.817391°N 20.457194°E / 44.817391, 20.457194                                     | Београд              | Стари град                  | Београд    | Београд        |
| СК 32   | Дом Јована Цвијића                                                                     | Дом Јована Цвијића                                                                     | Јелене Ћетковић 5                                                       | 44.815680°N 20.468624°E / 44.815680, 20.468624                                     | Београд              | Стари град                  | Београд    | Београд        |
| СК 33   | Манакова кућа                                                                          | Манакова кућа                                                                          | Гаврила Принципа 7 и Краљевића Марка 12                                 | 44.813755°N 20.45407°E / 44.813755, 20.45407                                       | Београд              | Савски венац                | Београд    | Београд        |
| СК 34   | Породична кућа Николе Несторовића                                                      | Породична кућа Николе Несторовића                                                      | Кнеза Милоша 40                                                         | 44.804094°N 20.457897°E / 44.804094, 20.457897                                     | Београд              | Савски венац                | Београд    | Београд        |
| СК 35   | Кућа у Ул. Главној 7                                                                   | Кућа у Ул. Главној 7                                                                   | Главна 7                                                                | 44.843006°N 20.412264°E / 44.843006, 20.412264                                     | Земун                | Земун                       | Београд    | Београд        |
| СК 36   | Крсмановићева кућа на Теразијама                                                       | Крсмановићева кућа на Теразијама                                                       | Теразије 34                                                             | 44.81177°N 20.46143°E / 44.81177, 20.46143                                         | Београд              | Стари град                  | Београд    | Београд        |
| СК 37   | Прва варошка болница                                                                   | Прва варошка болница                                                                   | Џорџа Вашингтона 19                                                     | 44.816409°N 20.469964°E / 44.816409, 20.469964                                     | Београд              | Стари град                  | Београд    | Београд        |
| СК 38   | Зграда Народног музеја (Београд)                                                       | Зграда Народног музеја (Београд)                                                       | Трг републике 1                                                         | 44.816626°N 20.459781°E / 44.816626, 20.459781                                     | Београд              | Стари град                  | Београд    | Београд        |
| СК 39   | Зграда Реалке у Београду                                                               | Зграда Реалке у Београду                                                               | Узун Миркова 14                                                         | 44.820949°N 20.454642°E / 44.820949, 20.454642                                     | Београд              | Стари град                  | Београд    | Београд        |
| СК 40   | Зграда Треће београдске гимназије                                                      | Зграда Треће београдске гимназије                                                      | Његошева 15                                                             | 44.805293°N 20.466852°E / 44.805293, 20.466852                                     | Београд              | Врачар                      | Београд    | Београд        |
| СК 41   | Споменик захвалности Француској                                                        | Споменик захвалности Француској                                                        | Калемегдан                                                              | 44.821322°N 20.451215°E / 44.821322, 20.451215                                     | Београд              | Стари град                  | Београд    | Београд        |
| СК 42   | Чукур чесма                                                                            | Чукур чесма                                                                            | Добрачина 31                                                            | 44.819309°N 20.462516°E / 44.819309, 20.462516                                     | Београд              | Стари град                  | Београд    | Београд        |
| СК 43   | Шпиртина кућа                                                                          | Шпиртина кућа                                                                          | Главна 9                                                                | 44.843254°N 20.412077°E / 44.843254, 20.412077                                     | Земун                | Земун                       | Београд    | Београд        |
| СК 44   | Споменик Вуку Караџићу                                                                 | Споменик Вуку Караџићу                                                                 | Студентски парк                                                         | 44.804889°N 20.477517°E / 44.804889, 20.477517                                     | Београд              | Звездара                    | Београд    | Београд        |
| СК 45   | Скулптура „Жетелица“                                                                   | Скулптура „Жетелица“                                                                   | Топчидерски парк                                                        | 44.781054°N 20.441388°E / 44.781054, 20.441388                                     | Београд              | Савски венац                | Београд    | Београд        |
| СК 46   | Стара кућа на Варош капији                                                             | Стара кућа на Варош капији                                                             | Грачаничка 10                                                           | 44.817705°N 20.454123°E / 44.817705, 20.454123                                     | Београд              | Стари град                  | Београд    | Београд        |
| СК 47   | Зграда Министарства правде                                                             | Зграда Министарства правде                                                             | Теразије 41                                                             | 44.811224°N 20.462135°E / 44.811224, 20.462135                                     | Београд              | Стари град                  | Београд    | Београд        |
| СК 48   | Зграда Смедеревске банке                                                               | Зграда Смедеревске банке                                                               | Теразије 39                                                             | 44.811335°N 20.462068°E / 44.811335, 20.462068                                     | Београд              | Стари град                  | Београд    | Београд        |
| СК 49   | Зграда Државне хемијске лабораторије                                                   | Зграда Државне хемијске лабораторије                                                   | Краља Милутина 25                                                       | 44.804473°N 20.467076°E / 44.804473, 20.467076                                     | Београд              | Врачар                      | Београд    | Београд        |
| СК 50   | Стара школа у Жаркову                                                                  | Стара школа у Жаркову                                                                  | Аце Јоксимовића 2                                                       | 44.758246°N 20.416829°E / 44.758246, 20.416829                                     | Београд              | Чукарица                    | Београд    | Београд        |
| СК 51   | Основна школа „Љуба Ненадовић“                                                         | Основна школа „Љуба Ненадовић“                                                         | Аце Јоксимовића 25                                                      | 44.758105°N 20.419158°E / 44.758105, 20.419158                                     | Београд              | Чукарица                    | Београд    | Београд        |
| СК 52   | Музеј 4. јула                                                                          | Музеј 4. јула                                                                          | Булевар кнеза Александра Карађорђевића 10                               | 44.782429°N 20.458023°E / 44.782429, 20.458023                                     | Београд              | Савски венац                | Београд    | Београд        |
| СК 53   | Зграда Народне банке Србије у Улици краља Петра                                        | Зграда Народне банке Србије у Улици краља Петра                                        | Краља Петра 12                                                          | 44.818575°N 20.453753°E / 44.818575, 20.453753                                     | Београд              | Стари град                  | Београд    | Београд        |
| СК 54   | Илегална штампарија ЦК КПЈ на Бањичком венцу                                           | Илегална штампарија ЦК КПЈ на Бањичком венцу                                           | Бањички венац 12                                                        | 44.781416°N 20.463795°E / 44.781416, 20.463795                                     | Београд              | Савски венац                | Београд    | Београд        |
| СК 55   | Магистрат у Земуну                                                                     | Магистрат у Земуну                                                                     | Магистратски трг 3                                                      | 44.844423°N 20.413072°E / 44.844423, 20.413072                                     | Земун                | Земун                       | Београд    | Београд        |
| СК 56   | Обелиск у Топчидерском парку                                                           | Обелиск у Топчидерском парку                                                           | Топчидерски парк                                                        | 44.781054°N 20.441388°E / 44.781054, 20.441388                                     | Београд              | Савски венац                | Београд    | Београд        |
| СК 57   | Споменик Арчибалду Рајсу                                                               | Споменик Арчибалду Рајсу                                                               | Топчидерски парк                                                        | 44.781016°N 20.438748°E / 44.781016, 20.438748                                     | Београд              | Савски венац                | Београд    | Београд        |
| СК 58   | Царинарница (Земун)                                                                    | Царинарница (Земун)                                                                    | Змај Јовина 26                                                          | 44.846669°N 20.414469°E / 44.846669, 20.414469                                     | Земун                | Земун                       | Београд    | Београд        |
| СК 59   | Докторова кула                                                                         | Докторова кула                                                                         | Кнеза Милоша 103                                                        | 44.799743°N 20.453431°E / 44.799743, 20.453431                                     | Београд              | Савски венац                | Београд    | Београд        |
| СК 60   | Пошаљи фотографију                                                                     | Римска гробница на локалитету Дубочај                                                  | локалитет Дубочај                                                       | 44.659961°N 20.740851°E / 44.659961, 20.740851                                     | Гроцка               | Гроцка                      | Београд    | Београд        |
| СК 61   | Црква брвнара у Орашцу                                                                 | Црква брвнара у Орашцу                                                                 | Краља Петра I 2                                                         | 44.588775°N 20.046542°E / 44.588775, 20.046542                                     | Орашац (Обреновац)   | Обреновац                   | Обреновац  | Београд        |
| СК 62   | Црква брвнара у Вранићу                                                                | Црква брвнара у Вранићу                                                                |                                                                         | 44.597068°N 20.314553°E / 44.597068, 20.314553                                     | Вранић               | Барајево                    | Београд    | Београд        |
| СК 63   | Кућа породице Марковић                                                                 | Кућа породице Марковић                                                                 | Господска 14 и Магистарски трг 11                                       | 44.845034°N 20.412779°E / 44.845034, 20.412779                                     | Земун                | Земун                       | Београд    | Београд        |
| СК 64   | Основна школа Краљ Петар Први                                                          | Основна школа Краљ Петар Први                                                          | Краља Петра 7                                                           | 44.818415°N 20.452691°E / 44.818415, 20.452691                                     | Београд              | Стари град                  | Београд    | Београд        |
| СК 65   | Ичкова кућа                                                                            | Ичкова кућа                                                                            | Бежанијска 18                                                           | 44.844794°N 20.408327°E / 44.844794, 20.408327                                     | Земун                | Земун                       | Београд    | Београд        |
| СК 66   | Дорћолска основна школа                                                                | Дорћолска основна школа                                                                | Цара Душана 23                                                          | 44.823963°N 20.459471°E / 44.823963, 20.459471                                     | Београд              | Стари град                  | Београд    | Београд        |
| СК 67   | Палилулска основна школа                                                               | Палилулска основна школа                                                               | Таковска 41                                                             | 44.814023°N 20.472453°E / 44.814023, 20.472453                                     | Београд              | Стари град                  | Београд    | Београд        |
| СК 68   | Контумацка капела Светих арханђела Михаила и Гаврила                                   | Контумацка капела Светих арханђела Михаила и Гаврила                                   | Градски парк 3                                                          | 44.841287°N 20.409989°E / 44.841287, 20.409989                                     | Земун                | Земун                       | Београд    | Београд        |
| СК 69   | Ранчићева кућа                                                                         | Ранчићева кућа                                                                         | Мајевичка 9                                                             | 44.673891°N 20.717884°E / 44.673891, 20.717884                                     | Гроцка               | Гроцка                      | Београд    | Београд        |
| СК 70   | Митровићева кућа                                                                       | Митровићева кућа                                                                       | Булевар ослобођења 61                                                   | 44.671121°N 20.718465°E / 44.671121, 20.718465                                     | Гроцка               | Гроцка                      | Београд    | Београд        |
| СК 71   | Карапешићева кућа                                                                      | Карапешићева кућа                                                                      | Грочанска 9                                                             | 44.666478°N 20.711491°E / 44.666478, 20.711491                                     | Гроцка               | Гроцка                      | Београд    | Београд        |
| СК 72   | Влајковићева кућа                                                                      | Влајковићева кућа                                                                      | Ул. 17. октобра 8                                                       | 44.673021°N 20.71772°E / 44.673021, 20.71772                                       | Гроцка               | Гроцка                      | Београд    | Београд        |
| СК 73   | Цинцарска кућа у Гроцкој                                                               | Цинцарска кућа у Гроцкој                                                               | Ул. 17. октобра 9                                                       | 44.673021°N 20.71772°E / 44.673021, 20.71772                                       | Гроцка               | Гроцка                      | Београд    | Београд        |
| СК 74   | Пошаљи фотографију                                                                     | Теомировићева кућа                                                                     | Грочанска 11                                                            | 44.666425°N 20.711437°E / 44.666425, 20.711437                                     | Гроцка               | Гроцка                      | Београд    | Београд        |
| СК 75   | Пошаљи фотографију                                                                     | Панићева кућа                                                                          | Булевар револуције 29                                                   | 44.677245°N 20.713489°E / 44.677245, 20.713489                                     | Гроцка               | Гроцка                      | Београд    | Београд        |
| СК 76   | Пошаљи фотографију                                                                     | Топаловићева кућа                                                                      | Хајдук Станкова 30                                                      | 44.671255°N 20.710707°E / 44.671255, 20.710707                                     | Гроцка               | Гроцка                      | Београд    | Београд        |
| СК 77   | Пошаљи фотографију                                                                     | Поповићева кућа                                                                        | Ул. 17. октобра 4                                                       | 44.673177°N 20.71796°E / 44.673177, 20.71796                                       | Гроцка               | Гроцка                      | Београд    | Београд        |
| СК 78   | Пошаљи фотографију                                                                     | Смиљанићева кућа                                                                       | Димитрија Туцовића 17                                                   | 44.677656°N 20.714163°E / 44.677656, 20.714163                                     | Гроцка               | Гроцка                      | Београд    | Београд        |
| СК 79   | Пошаљи фотографију                                                                     | Марковићева кућа                                                                       | Хајдук Станкова 16                                                      | 44.671255°N 20.710707°E / 44.671255, 20.710707                                     | Гроцка               | Гроцка                      | Београд    | Београд        |
| СК 80   | Кућа Јована Смедеревца                                                                 | Кућа Јована Смедеревца                                                                 | Нушићева 27                                                             | 44.814853°N 20.463446°E / 44.814853, 20.463446                                     | Београд              | Стари град                  | Београд    | Београд        |
| СК 81   | Пошаљи фотографију                                                                     | Божићева кућа у Гроцкој                                                                | Хајдук Станкова 33                                                      | 44.671255°N 20.710707°E / 44.671255, 20.710707                                     | Гроцка               | Гроцка                      | Београд    | Београд        |
| СК 82   | Спомен црква у Лазаревцу                                                               | Спомен црква у Лазаревцу                                                               | Угао Карађорђеве и Хиландарске                                          | 44.382298°N 20.262478°E / 44.382298, 20.262478                                     | Лазаревац            | Лазаревац                   | Лазаревац  | Београд        |
| СК 83   | Грађанске куће у Ул. Кнез Михаиловој бр. 46, 48 и 50                                   | Грађанске куће у Ул. Кнез Михаиловој бр. 46, 48 и 50                                   | Кнез Михаилова бр. 46, 48 и 50                                          | 44.819008°N 20.45504°E / 44.819008, 20.45504                                       | Београд              | Стари град                  | Београд    | Београд        |
| СК 84   | Контумацка капела Светог Рока                                                          | Контумацка капела Светог Рока                                                          | Градски парк 3                                                          | 44.841185°N 20.40955°E / 44.841185, 20.40955                                       | Земун                | Земун                       | Београд    | Београд        |
| СК 85   | Дом Мике Аласа                                                                         | Дом Мике Аласа                                                                         | Косанчићев венац 22                                                     | 44.817245°N 20.451095°E / 44.817245, 20.451095                                     | Београд              | Стари град                  | Београд    | Београд        |
| СК 86   | Зграда Београдске задруге                                                              | Зграда Београдске задруге                                                              | Карађорђева 48                                                          | 44.813278°N 20.451848°E / 44.813278, 20.451848                                     | Београд              | Стари град                  | Београд    | Београд        |
| СК 87   | Зграда Министарства просвете                                                           | Зграда Министарства просвете                                                           | Краља Милана 2                                                          | 44.810948°N 20.461901°E / 44.810948, 20.461901                                     | Београд              | Стари град                  | Београд    | Београд        |
| СК 88   | Зграда трговца Стаменковића                                                            | Зграда трговца Стаменковића                                                            | Краља Петра 41                                                          | 44.820078°N 20.455271°E / 44.820078, 20.455271                                     | Београд              | Стари град                  | Београд    | Београд        |
| СК 89   | Зграда Официрске задруге                                                               | Зграда Официрске задруге                                                               | Масарикова 4                                                            | 44.807055°N 20.463124°E / 44.807055, 20.463124                                     | Београд              | Савски венац                | Београд    | Београд        |
| СК 90   | Робни магазин                                                                          | Робни магазин                                                                          | Краља Петра 16                                                          | 44.818989°N 20.454129°E / 44.818989, 20.454129                                     | Београд              | Стари град                  | Београд    | Београд        |
| СК 91   | Вазнесењска црква                                                                      | Вазнесењска црква                                                                      | Адмирала Гепрата 14                                                     | 44.807877°N 20.461489°E / 44.807877, 20.461489                                     | Београд              | Савски венац                | Београд    | Београд        |
| СК 92   | Кућа породице Вељковић                                                                 | Кућа породице Вељковић                                                                 | Бирчанинова 21                                                          | 44.802092°N 20.463664°E / 44.802092, 20.463664                                     | Београд              | Савски венац                | Београд    | Београд        |
| СК 93   | Споменик Доситеју Обрадовићу                                                           | Споменик Доситеју Обрадовићу                                                           | Универзитетски парк                                                     | 44.819119°N 20.458436°E / 44.819119, 20.458436                                     | Београд              | Стари град                  | Београд    | Београд        |
| СК 94   | Споменик Јосифу Панчићу                                                                | Споменик Јосифу Панчићу                                                                | Универзитетски парк                                                     | 44.819712°N 20.457518°E / 44.819712, 20.457518                                     | Београд              | Стари град                  | Београд    | Београд        |
| СК 95   | Кућа Бранислава Нушића                                                                 | Кућа Бранислава Нушића                                                                 | Шекспирова 1                                                            | 44.787295°N 20.457991°E / 44.787295, 20.457991                                     | Београд              | Савски венац                | Београд    | Београд        |
| СК 96   | Манастир Павловац                                                                      | Манастир Павловац                                                                      | Кораћица                                                                | 44.454733°N 20.597294°E / 44.454733, 20.597294                                     | Младеновац           | Младеновац                  | Младеновац | Београд        |
| СК 97   | Саборна црква у Београду                                                               | Саборна црква у Београду                                                               | Кнеза Симе Марковића 3                                                  | 44.818042°N 20.45209°E / 44.818042, 20.45209                                       | Београд              | Стари град                  | Београд    | Београд        |
| СК 98   | Палата „Анкер“                                                                         | Палата „Анкер“                                                                         | Теразије 26                                                             | 44.812311°N 20.461078°E / 44.812311, 20.461078                                     | Београд              | Стари град                  | Београд    | Београд        |
| СК 99   | Палата „Атина“                                                                         | Палата „Атина“                                                                         | Теразије 28                                                             | 44.812088°N 20.461204°E / 44.812088, 20.461204                                     | Београд              | Стари град                  | Београд    | Београд        |
| СК 100  | Црква Светог Вазнесења у Јакову                                                        | Црква Светог Вазнесења у Јакову                                                        | Војвођанска 3                                                           | 44.75409°N 20.260526°E / 44.75409, 20.260526                                       | Јаково               | Сурчин                      | Београд    | Београд        |
| СК 101  | Пошаљи фотографију                                                                     | Стара механа у Ушћу                                                                    | Ушће бб                                                                 | 44.644628°N 19.991852°E / 44.644628, 19.991852                                     | Ушће                 | Обреновац                   | Београд    | Београд        |
| СК 102  | Црква Св. Николе у Добановцима                                                         | Црква Св. Николе у Добановцима                                                         | Земунска 1                                                              | 44.827969°N 20.223093°E / 44.827969, 20.223093                                     | Добановци            | Сурчин                      | Београд    | Београд        |
| СК 103  | Зграда старе телефонске централе                                                       | Зграда старе телефонске централе                                                       | Косовска 47                                                             | 44.811908°N 20.467346°E / 44.811908, 20.467346                                     | Београд              | Стари град                  | Београд    | Београд        |
| СК 104  | Зграда прве српске опсерваторије                                                       | Зграда прве српске опсерваторије                                                       | Булевар ослобођења 8                                                    | 44.798864°N 20.464492°E / 44.798864, 20.464492                                     | Београд              | Савски венац                | Београд    | Београд        |
| СК 105  | Зграда хотела „Москва“                                                                 | Зграда хотела „Москва“                                                                 | Балканска 1                                                             | 44.813061°N 20.460399°E / 44.813061, 20.460399                                     | Београд              | Стари град                  | Београд    | Београд        |
| СК 106  | Црква Светог Николе у Остружници                                                       | Црква Светог Николе у Остружници                                                       | Остружница                                                              | 44.728938°N 20.3199°E / 44.728938, 20.3199                                         | Београд              | Чукарица                    | Београд    | Београд        |
| СК 107  | Механа Узун Мирка Апостоловића                                                         | Механа Узун Мирка Апостоловића                                                         |                                                                         | 44.631131°N 20.220162°E / 44.631131, 20.220162                                     | Мислођин             | Обреновац                   | Обреновац  | Београд        |
| СК 108  | Пошаљи фотографију                                                                     | Стара Основна школа                                                                    |                                                                         | 44.55583°N 20.247351°E / 44.55583, 20.247351                                       | Конатице             | Обреновац                   | Обреновац  | Београд        |
| СК 109  | Дом породице Михајловић                                                                | Дом породице Михајловић                                                                | Милоша Обреновића 184                                                   | 44.654398°N 20.203489°E / 44.654398, 20.203489                                     | Обреновац            | Обреновац                   | Обреновац  | Београд        |
| СК 110  | Дом породице Павловић                                                                  | Дом породице Павловић                                                                  | Господар Јевремова 39                                                   | 44.820051°N 20.460908°E / 44.820051, 20.460908                                     | Београд              | Стари град                  | Београд    | Београд        |
| СК 111  | Јанићеви дућани у Остружници                                                           | Јанићеви дућани у Остружници                                                           | Трг Карађорђевих устаника 4                                             | 44.728839°N 20.318697°E / 44.728839, 20.318697                                     | Београд              | Чукарица                    | Београд    | Београд        |
| СК 112  | Стара кућа породице Жујовић                                                            | Стара кућа породице Жујовић                                                            | изнад главног сеоског пута, у близини некадашњег центра села            | 44.491975°N 20.574535°E / 44.491975, 20.574535                                     | Неменикуће           | Сопот                       | Београд    | Београд        |
| СК 113  | Ливница Пантелић                                                                       | Ливница Пантелић                                                                       | Лагумска 15 (Гајева 15)                                                 | 44.846331°N 20.411287°E / 44.846331, 20.411287                                     | Земун                | Земун                       | Београд    | Београд        |
| СК 114  | Манастир Фенек                                                                         | Манастир Фенек                                                                         |                                                                         | 44.739905°N 20.224701°E / 44.739905, 20.224701                                     | Јаково               | Сурчин                      | Београд    | Београд        |
| СК 115  | Пошаљи фотографију                                                                     | Хан Радосављевића                                                                      | Социјалистичког савеза 10                                               | 44.574867°N 20.561282°E / 44.574867, 20.561282                                     | Раља (Сопот)         | Сопот                       | Београд    | Београд        |
| СК 116  | Хан Пантића                                                                            | Хан Пантића                                                                            | Душана Пухача 1                                                         | 44.568604°N 20.559512°E / 44.568604, 20.559512                                     | Раља (Сопот)         | Сопот                       | Београд    | Београд        |
| СК 117  | Јанићева кафана у Остружници                                                           | Јанићева кафана у Остружници                                                           | Карађорђева 19                                                          | 44.730432°N 20.31668°E / 44.730432, 20.31668                                       | Београд              | Чукарица                    | Београд    | Београд        |
| СК 118  | Заоставштина Драгомира Глишића                                                         | Заоставштина Драгомира Глишића                                                         | Биничког 4                                                              | 44.79264°N 20.460822°E / 44.79264, 20.460822                                       | Београд              | Савски венац                | Београд    | Београд        |
| СК 119  | Пошаљи фотографију                                                                     | Црква Св. Арханђела Гаврила у Прогару                                                  | Бољевачка 4                                                             | 44.714398°N 20.161518°E / 44.714398, 20.161518                                     | Прогар               | Сурчин                      | Београд    | Београд        |
| СК 120  | Уметнички павиљон „Цвијета Зузорић“                                                    | Уметнички павиљон „Цвијета Зузорић“                                                    | Калемегдан                                                              | 44.822463°N 20.453924°E / 44.822463, 20.453924                                     | Београд              | Стари град                  | Београд    | Београд        |
| СК 121  | Дом браће Крстић                                                                       | Дом браће Крстић                                                                       | Краља Милутина 5                                                        | 44.805772°N 20.468407°E / 44.805772, 20.468407                                     | Београд              | Врачар                      | Београд    | Београд        |
| СК 122  | Кућа браће Николић                                                                     | Кућа браће Николић                                                                     | Његошева 11                                                             | 44.805769°N 20.465587°E / 44.805769, 20.465587                                     | Београд              | Врачар                      | Београд    | Београд        |
| СК 123  | Кућа породице Поповић-Предић                                                           | Кућа породице Поповић-Предић                                                           | Пушкинова 21                                                            | 44.786229°N 20.435384°E / 44.786229, 20.435384                                     | Београд              | Савски венац                | Београд    | Београд        |
| СК 124  | Споменик кнезу Станоју                                                                 | Споменик кнезу Станоју                                                                 |                                                                         | 44.409106°N 20.329017°E / 44.409106, 20.329017                                     | Зеоке (Лазаревац)    | Лазаревац                   | Лазаревац  | Београд        |
| СК 125  | Меморијални музеј Надежде и Растка Петровића                                           | Меморијални музеј Надежде и Растка Петровића                                           | Љубе Стојановића 25                                                     | 44.814518°N 20.478697°E / 44.814518, 20.478697                                     | Београд              | Палилула                    | Београд    | Београд        |
| СК 126  | Родна кућа војводе Степе Степановића у Кумодражу                                       | Родна кућа војводе Степе Степановића у Кумодражу                                       | Врчинска 1                                                              | 44.742348°N 20.516887°E / 44.742348, 20.516887                                     | Београд              | Вождовац                    | Београд    | Београд        |
| СК 127  | Манастир Рајиновац                                                                     | Манастир Рајиновац                                                                     |                                                                         | 44.62474°N 20.713229°E / 44.62474, 20.713229                                       | Бегаљица             | Гроцка                      | Београд    | Београд        |
| СК 128  | Споменик деспоту Стефану Лазаревићу (Црквине)                                          | Споменик деспоту Стефану Лазаревићу (Црквине)                                          | Црквине                                                                 | 44.392733°N 20.644209°E / 44.392733, 20.644209                                     | Марковац             | Младеновац                  | Младеновац | Београд        |
| СК 129  | Пошаљи фотографију                                                                     | Стара кућа породице Живковић                                                           | Васе Чарапића 94, Бели Поток                                            | 44.70795°N 20.521397°E / 44.70795, 20.521397                                       | Београд              | Вождовац                    | Београд    | Београд        |
| СК 130  | Црква у Обреновцу                                                                      | Црква у Обреновцу                                                                      | Краља Александра I                                                      | 44.659465°N 20.204468°E / 44.659465, 20.204468                                     | Обреновац            | Обреновац                   | Обреновац  | Београд        |
| СК 131  | Пошаљи фотографију                                                                     | Стара породична кућа Аћимовића                                                         |                                                                         | 44.715117°N 20.161408°E / 44.715117, 20.161408                                     | Прогар               | Сурчин                      | Београд    | Београд        |
| СК 132  | Основна школа у Малом Поповићу                                                         | Основна школа у Малом Поповићу                                                         | Мали Поповић                                                            | 44.561151°N 20.589145°E / 44.561151, 20.589145                                     | Поповић              | Сопот                       | Београд    | Београд        |
| СК 133  | Црква Светог Марка у Београду                                                          | Црква Светог Марка у Београду                                                          | Булевар краља Александра 17                                             | 44.810184°N 20.468585°E / 44.810184, 20.468585                                     | Београд              | Палилула                    | Београд    | Београд        |
| СК 134  | Кућа Бранислава Којића                                                                 | Кућа Бранислава Којића                                                                 | Задарска 6                                                              | 44.816661°N 20.452235°E / 44.816661, 20.452235                                     | Београд              | Стари град                  | Београд    | Београд        |
| СК 135  | Абаџијске куће                                                                         | Абаџијске куће                                                                         | Краљице Наталије 8, 10 и 12                                             | 44.812699°N 20.458259°E / 44.812699, 20.458259                                     | Београд              | Савски венац                | Београд    | Београд        |
| СК 136  | Универзитетска библиотека „Светозар Марковић“                                          | Универзитетска библиотека „Светозар Марковић“                                          | Булевар краља Александра 71                                             | 44.805989°N 20.474636°E / 44.805989, 20.474636                                     | Београд              | Палилула                    | Београд    | Београд        |
| СК 137  | Игуманова палата                                                                       | Игуманова палата                                                                       | Теразије 31                                                             | 44.812252°N 20.461821°E / 44.812252, 20.461821                                     | Београд              | Стари град                  | Београд    | Београд        |
| СК 138  | Зграда школе у Вранићу                                                                 | Зграда школе у Вранићу                                                                 | Стари центар Вранића                                                    | 44.600766°N 20.326288°E / 44.600766, 20.326288                                     | Вранић               | Барајево                    | Београд    | Београд        |
| СК 413  | Стара варошка кућа                                                                     | Стара варошка кућа                                                                     | Милоша Обреновића 188                                                   | 44.654879°N 20.204221°E / 44.654879, 20.204221                                     | Обреновац            | Обреновац                   | Обреновац  | Београд        |
| СК 414  | Спомен чесма „Црквенац“                                                                | Спомен чесма „Црквенац“                                                                |                                                                         | 44.433029°N 20.697488°E / 44.433029, 20.697488                                     | Младеновац           | Младеновац                  | Младеновац | Београд        |
| СК 415  | Пошаљи фотографију                                                                     | Социјалистички народни дом                                                             | Макензијева 3                                                           | 44.799302°N 20.471992°E / 44.799302, 20.471992                                     | Београд              | Врачар                      | Београд    | Београд        |
| СК 417  | Београдска надбискупија                                                                | Београдска надбискупија                                                                | Светозара Марковића 20                                                  | 44.806549°N 20.468998°E / 44.806549, 20.468998                                     | Београд              | Савски Венац                | Београд    | Београд        |
| СК 418  | Железничка станица Београд–Главна                                                      | Железничка станица Београд–Главна                                                      | Савски трг 2                                                            | 44.808543°N 20.456402°E / 44.808543, 20.456402                                     | Београд              | Савски Венац                | Београд    | Београд        |
| СК 419  | Зграда „Српска круна“                                                                  | Зграда „Српска круна“                                                                  | Кнез Михаилова 56                                                       | 44.820057°N 20.453383°E / 44.820057, 20.453383                                     | Београд              | Стари град                  | Београд    | Београд        |
| СК 420  | Зграда у Ул. Краља Милана 1                                                            | Зграда у Ул. Краља Милана 1                                                            | Краља Милана 1                                                          | 44.809693°N 20.463011°E / 44.809693, 20.463011                                     | Београд              | Стари град                  | Београд    | Београд        |
| СК 421  | Зграда у Ул. Краља Милана 3                                                            | Зграда у Ул. Краља Милана 3                                                            | Краља Милана 3                                                          | 44.809274°N 20.463343°E / 44.809274, 20.463343                                     | Београд              | Стари град                  | Београд    | Београд        |
| СК 422  | Кућа Буровца на Гардошу                                                                | Кућа Буровца на Гардошу                                                                | Висока 27                                                               | 44.848038°N 20.410006°E / 44.848038, 20.410006                                     | Земун                | Земун                       | Београд    | Београд        |
| СК 423  | Митровићев дом на Авали                                                                | Митровићев дом на Авали                                                                |                                                                         | 44.696146°N 20.512713°E / 44.696146, 20.512713                                     | Београд              | Вождовац                    | Београд    | Београд        |
| СК 424  | Пошаљи фотографију                                                                     | Стара механа у Великом Селу                                                            | Маршала Тита бб                                                         | 44.784131°N 20.417682°E / 44.784131, 20.417682                                     | Београд              | Палилула - Велико Село      | Београд    | Београд        |
| СК 425  | Зграда у Ул. Тургењевљевој 1                                                           | Зграда у Ул. Тургењевљевој 1                                                           | Тургењевљева 1                                                          | 44.784131°N 20.417682°E / 44.784131, 20.417682                                     | Београд              | Чукарица                    | Београд    | Београд        |
| СК 426  | Црква Светих Арханђела Михаила и Гаврила у Батајници                                   | Црква Светих Арханђела Михаила и Гаврила у Батајници                                   |                                                                         | 44.906438°N 20.273849°E / 44.906438, 20.273849                                     | Батајница            | Батајница                   | Београд    | Београд        |
| СК 427  | Црква Рођења Богородице са Борачким гробљем                                            | Црква Рођења Богородице са Борачким гробљем                                            |                                                                         | 44.673978°N 20.351633°E / 44.673978, 20.351633                                     | Београд              | Чукарица - Велика Моштаница | Београд    | Београд        |
| СК 428  | Зграда Народног позоришта у Београду                                                   | Зграда Народног позоришта у Београду                                                   |                                                                         | 44.817037°N 20.461166°E / 44.817037, 20.461166                                     | Београд              | Стари град                  | Београд    | Београд        |
| СК 429  | Црква Александра Невског                                                               | Црква Александра Невског                                                               | Француска 39                                                            | 44.820454°N 20.466102°E / 44.820454, 20.466102                                     | Београд              | Стари град                  | Београд    | Београд        |
| СК 430  | Дом Светог Саве                                                                        | Дом Светог Саве                                                                        | Цара Душана 13                                                          | 44.824701°N 20.458044°E / 44.824701, 20.458044                                     | Београд              | Стари град                  | Београд    | Београд        |
| СК 431  | Кућа Стевана Мокрањца у Београду                                                       | Кућа Стевана Мокрањца у Београду                                                       | Доситејева 16                                                           | 44.818533°N 20.462947°E / 44.818533, 20.462947                                     | Београд              | Стари град                  | Београд    | Београд        |
| СК 432  | Зграда Београдске општине                                                              | Зграда Београдске општине                                                              | Узун Миркова 1                                                          | 44.819758°N 20.455851°E / 44.819758, 20.455851                                     | Београд              | Стари град                  | Београд    | Београд        |
| СК 433  | Зграда Старог двора                                                                    | Зграда Старог двора                                                                    | Драгослава Јовановића 2                                                 | 44.810926°N 20.462663°E / 44.810926, 20.462663                                     | Београд              | Стари град                  | Београд    | Београд        |
| СК 434  | Зграда Новог двора                                                                     | Зграда Новог двора                                                                     | Андрићев венац 1                                                        | 44.809776°N 20.463366°E / 44.809776, 20.463366                                     | Београд              | Стари град                  | Београд    | Београд        |
| СК 435  | Гробница народних хероја на Калемегдану                                                | Гробница народних хероја на Калемегдану                                                | Калемегдан                                                              | 44.821917°N 20.448888°E / 44.821917, 20.448888                                     | Београд              | Стари град                  | Београд    | Београд        |
| СК 622  | Хотел „Национал“                                                                       | Хотел „Национал“                                                                       | Париска 9                                                               | 44.818575°N 20.451076°E / 44.818575, 20.451076                                     | Београд              | Стари град                  | Београд    | Београд        |
| СК 623  | Зграда уметничке школе                                                                 | Зграда уметничке школе                                                                 | Краља Петра 4                                                           | 44.817193°N 20.451752°E / 44.817193, 20.451752                                     | Београд              | Стари град                  | Београд    | Београд        |
| СК 624  | Зграда Народне скупштине                                                               | Зграда Народне скупштине                                                               | Трг Николе Пашића 13                                                    | 44.811607°N 20.465769°E / 44.811607, 20.465769                                     | Београд              | Стари град                  | Београд    | Београд        |
| СК 625  | Кућа др Арчибалда Рајса                                                                | Кућа др Арчибалда Рајса                                                                | Булевар Војводе Мишића 73                                               | 44.791174°N 20.429232°E / 44.791174, 20.429232                                     | Београд              | Савски венац                | Београд    | Београд        |
| СК 626  | Палата „Албанија“                                                                      | Палата „Албанија“                                                                      | Кнез Михаилова 2-4 и Коларчева 12                                       | 44.815104°N 20.459975°E / 44.815104, 20.459975                                     | Београд              | Стари град                  | Београд    | Београд        |
| СК 627  | Кућа Николе Пашића                                                                     | Кућа Николе Пашића                                                                     | Француска 21                                                            | 44.818346°N 20.463365°E / 44.818346, 20.463365                                     | Београд              | Стари град                  | Београд    | Београд        |
| СК 628  | Биоскоп „Балкан“                                                                       | Биоскоп „Балкан“                                                                       | Браће Југовића 16                                                       | 44.816466°N 20.462131°E / 44.816466, 20.462131                                     | Београд              | Стари град                  | Београд    | Београд        |
| СК 629  | Кућа Филипа Филиповића                                                                 | Кућа Филипа Филиповића                                                                 | Таковска 37                                                             | 44.813057°N 20.471482°E / 44.813057, 20.471482                                     | Београд              | Стари град                  | Београд    | Београд        |
| СК 630  | Кућа Исидоре Секулић                                                                   | Кућа Исидоре Секулић                                                                   | Васе Пелагића 70                                                        | 44.789046°N 20.440985°E / 44.789046, 20.440985                                     | Београд              | Савски венац                | Београд    | Београд        |
| СК 631  | Кућа вајара Ђорђа Јовановића                                                           | Кућа вајара Ђорђа Јовановића                                                           | Скерлићева 6                                                            | 44.796828°N 20.467384°E / 44.796828, 20.467384                                     | Београд              | Врачар                      | Београд    | Београд        |
| СК 632  | Кућа породице Најдановић                                                               | Кућа породице Најдановић                                                               | Гаврила Принципа 35                                                     | 44.812334°N 20.455812°E / 44.812334, 20.455812                                     | Београд              | Савски венац                | Београд    | Београд        |
| СК 633  | Кућа Николе Предића                                                                    | Кућа Николе Предића                                                                    | Вука Караџића 14                                                        | 44.817422°N 20.455185°E / 44.817422, 20.455185                                     | Београд              | Стари град                  | Београд    | Београд        |
| СК 634  | Занатски дом                                                                           | Занатски дом                                                                           | Хиландарска 2                                                           | 44.81531°N 20.46609°E / 44.81531, 20.46609                                         | Београд              | Стари град                  | Београд    | Београд        |
| СК 635  | Дом војске у Београду                                                                  | Дом војске у Београду                                                                  | Браће Југовића 19                                                       | 44.817039°N 20.462312°E / 44.817039, 20.462312                                     | Београд              | Стари град                  | Београд    | Београд        |
| СК 636  | Зграда Патријаршије                                                                    | Зграда Патријаршије                                                                    | Кнеза Симе Марковића 6                                                  | 44.817524°N 20.451408°E / 44.817524, 20.451408                                     | Београд              | Стари град                  | Београд    | Београд        |
| СК 637  | Зграда ПРИЗАД-а (ТАНЈУГ)                                                               | Зграда ПРИЗАД-а (ТАНЈУГ)                                                               | Обилићев венац 2                                                        | 44.816497°N 20.455855°E / 44.816497, 20.455855                                     | Београд              | Стари град                  | Београд    | Београд        |
| СК 638  | Зграда Прометне банке                                                                  | Зграда Прометне банке                                                                  | угао Кнез Михаилове 26 и Змај Јовине 12                                 | 44.817174°N 20.457706°E / 44.817174, 20.457706                                     | Београд              | Стари град                  | Београд    | Београд        |
| СК 639  | Кућа Бете и Ристе Вукановића                                                           | Кућа Бете и Ристе Вукановића                                                           | Капетан Мишина 13                                                       | 44.821246°N 20.46079°E / 44.821246, 20.46079                                       | Београд              | Стари град                  | Београд    | Београд        |
| СК 640  | Кућа Јована Скерлића                                                                   | Кућа Јована Скерлића                                                                   | угао Змај Јовине 31 и Господар Јованове 42                              | 44.820226°N 20.462068°E / 44.820226, 20.462068                                     | Београд              | Стари град                  | Београд    | Београд        |
| СК 641  | Кућа породице Рибар                                                                    | Кућа породице Рибар                                                                    | Француска 32                                                            | 44.819305°N 20.465367°E / 44.819305, 20.465367                                     | Београд              | Стари град                  | Београд    | Београд        |
| СК 642  | Кућа Милана Пироћанца                                                                  | Кућа Милана Пироћанца                                                                  | угао Симине 20 и Француске 7                                            | 44.817665°N 20.462529°E / 44.817665, 20.462529                                     | Београд              | Стари град                  | Београд    | Београд        |
| СК 643  | Бањички логор                                                                          | Бањички логор                                                                          | Вељка Лукића 33                                                         | 44.772567°N 20.466499°E / 44.772567, 20.466499                                     | Београд              | Вождовац                    | Београд    | Београд        |
| СК 644  | Споменик Незнаном јунаку на Авали                                                      | Споменик Незнаном јунаку на Авали                                                      |                                                                         | 44.689052°N 20.51584°E / 44.689052, 20.51584                                       | Београд              | Вождовац                    | Београд    | Београд        |
| СК 645  | Зграда Велике школе                                                                    | Зграда Велике школе                                                                    | Господар Јевремова 22                                                   | 44.821234°N 20.458479°E / 44.821234, 20.458479                                     | Београд              | Стари град                  | Београд    | Београд        |
| СК 646  | Дом Друштва за улепшавање Врачара                                                      | Дом Друштва за улепшавање Врачара                                                      | Његошева 1                                                              | 44.806191°N 20.464878°E / 44.806191, 20.464878                                     | Београд              | Врачар                      | Београд    | Београд        |
| СК 647  | Зграда Коларчевог народног универзитета                                                | Зграда Коларчевог народног универзитета                                                | Студентски трг 5                                                        | 44.819286°N 20.456703°E / 44.819286, 20.456703                                     | Београд              | Стари град                  | Београд    | Београд        |
| СК 648  | Зграда Официрског дома                                                                 | Зграда Официрског дома                                                                 | Краља Милана 48                                                         | 44.806583°N 20.464358°E / 44.806583, 20.464358                                     | Београд              | Савски венац                | Београд    | Београд        |
| СК 649  | Етнографски музеј                                                                      | Етнографски музеј                                                                      | Узун Миркова 2                                                          | 44.819865°N 20.456059°E / 44.819865, 20.456059                                     | Београд              | Стари град                  | Београд    | Београд        |
| СК 650  | Стара зграда Генералштаба                                                              | Стара зграда Генералштаба                                                              | Кнеза Милоша 33                                                         | 44.805293°N 20.460264°E / 44.805293, 20.460264                                     | Београд              | Савски венац                | Београд    | Београд        |
| СК 651  | Фабрика шећера                                                                         | Фабрика шећера                                                                         | Радничка 3 и 3а                                                         | 44.788361°N 20.419752°E / 44.788361, 20.419752                                     | Београд              | Чукарица                    | Београд    | Београд        |
| СК 652  | Пошаљи фотографију                                                                     | Црква Свете Петке у Сурчину                                                            |                                                                         | 44.791506°N 20.27134°E / 44.791506, 20.27134                                       | Сурчин               | Сурчин                      | Београд    | Београд        |
| СК 653  | Кућа Лазе Пачуа                                                                        | Кућа Лазе Пачуа                                                                        | Симина 14                                                               | 44.818472°N 20.461354°E / 44.818472, 20.461354                                     | Београд              | Стари град                  | Београд    | Београд        |
| СК 654  | Зграда „Мањежа“                                                                        | Зграда „Мањежа“                                                                        | Краља Милана 50                                                         | 44.805628°N 20.464728°E / 44.805628, 20.464728                                     | Београд              | Савски венац                | Београд    | Београд        |
| СК 655  | Зграда Аграрне банке                                                                   | Зграда Аграрне банке                                                                   | Трг Николе Пашића 11                                                    | 44.812444°N 20.463709°E / 44.812444, 20.463709                                     | Београд              | Стари град                  | Београд    | Београд        |
| СК 656  | Кућа др Александра Белића                                                              | Кућа др Александра Белића                                                              | Аугуста Цесарца 30                                                      | 44.78217°N 20.449546°E / 44.78217, 20.449546                                       | Београд              | Савски венац                | Београд    | Београд        |
| СК 657  | Зграда Архива Србије                                                                   | Зграда Архива Србије                                                                   | Карнегијева 2                                                           | 44.80688°N 20.474969°E / 44.80688, 20.474969                                       | Београд              | Палилула                    | Београд    | Београд        |
| СК 658  | Кућа др Станоја Станојевића                                                            | Кућа др Станоја Станојевића                                                            | Светогорска 32                                                          | 44.813411°N 20.468794°E / 44.813411, 20.468794                                     | Београд              | Стари град                  | Београд    | Београд        |
| СК 778  | Возарев крст                                                                           | Возарев крст                                                                           | угао Ул. Војводе Шупљикца и Милешевске                                  | 44.797846°N 20.486669°E / 44.797846, 20.486669                                     | Београд              | Врачар                      | Београд    | Београд        |
| СК 779  | Музичка школа „Станковић“                                                              | Музичка школа „Станковић“                                                              | Кнеза Милоша 1                                                          | 44.810218°N 20.465957°E / 44.810218, 20.465957                                     | Београд              | Врачар                      | Београд    | Београд        |
| СК 780  | Генчићева кућа                                                                         | Генчићева кућа                                                                         | Крунска 51                                                              | 44.805053°N 20.470715°E / 44.805053, 20.470715                                     | Београд              | Врачар                      | Београд    | Београд        |
| СК 781  | Споменик Васи Пелагићу                                                                 | Споменик Васи Пелагићу                                                                 | Парк поред Старе опсерваторије                                          | 44.798796°N 20.464659°E / 44.798796, 20.464659                                     | Београд              | Врачар                      | Београд    | Београд        |
| СК 782  | Народна библиотека Србије                                                              | Народна библиотека Србије                                                              | Скерлићева 1                                                            | 44.797581°N 20.46711°E / 44.797581, 20.46711                                       | Београд              | Врачар                      | Београд    | Београд        |
| СК 783  | Старо сајмиште                                                                         | Старо сајмиште                                                                         | Старо сајмиште                                                          | 44.812745°N 20.442246°E / 44.812745, 20.442246                                     | Београд              | Нови Београд                | Београд    | Београд        |
| СК 784  | Музеј савремене уметности                                                              | Музеј савремене уметности                                                              | Ушће 10                                                                 | 44.819534°N 20.442421°E / 44.819534, 20.442421                                     | Београд              | Нови Београд                | Београд    | Београд        |
| СК 785  | Ново гробље (Београд)                                                                  | Ново гробље (Београд)                                                                  | Рузвелтова 50                                                           | 44.809788°N 20.485043°E / 44.809788, 20.485043                                     | Београд              | Звездара                    | Београд    | Београд        |
| СК 786  | Гробље ослободилаца Београда                                                           | Гробље ослободилаца Београда                                                           | Угао Рузвелтове и Прерадовићеве улице                                   | 44.810872°N 20.485209°E / 44.810872, 20.485209                                     | Београд              | Палилула                    | Београд    | Београд        |
| СК 787  | Дом сироте деце                                                                        | Дом сироте деце                                                                        | Светозара Марковића 72                                                  | 44.801144°N 20.460586°E / 44.801144, 20.460586                                     | Београд              | Савски венац                | Београд    | Београд        |
| СК 788  | Парни млин у Београду                                                                  | Парни млин у Београду                                                                  | Булевар Војводе Мишића 15                                               | 44.797338°N 20.447604°E / 44.797338, 20.447604                                     | Београд              | Савски венац                | Београд    | Београд        |
| СК 789  | Крст са Мале пијаце                                                                    | Крст са Мале пијаце                                                                    | иза хотела „Бристол“                                                    | 44.811584°N 20.453074°E / 44.811584, 20.453074                                     | Београд              | Савски венац                | Београд    | Београд        |
| СК 790  | Хотел „Бристол“                                                                        | Хотел „Бристол“                                                                        | Карађорђева 50                                                          | 44.812764°N 20.452444°E / 44.812764, 20.452444                                     | Београд              | Савски венац                | Београд    | Београд        |
| СК 791  | Војна болница на Врачару                                                               | Војна болница на Врачару                                                               | Пастерова 2                                                             | 44.801213°N 20.459964°E / 44.801213, 20.459964                                     | Београд              | Савски венац                | Београд    | Београд        |
| СК 792  | Дом друштва Црвеног крста                                                              | Дом друштва Црвеног крста                                                              | Симина 19                                                               | 44.81913°N 20.460893°E / 44.81913, 20.460893                                       | Београд              | Стари град                  | Београд    | Београд        |
| СК 793  | Атеље Уроша Предића                                                                    | Атеље Уроша Предића                                                                    | Светогорска 27                                                          | 44.813826°N 20.468537°E / 44.813826, 20.468537                                     | Београд              | Стари град                  | Београд    | Београд        |
| СК 794  | Кућа у Ул. Цара Душана 10                                                              | Кућа у Ул. Цара Душана 10                                                              | Цара Душана 10                                                          | 44.824849°N 20.456816°E / 44.824849, 20.456816                                     | Београд              | Стари град                  | Београд    | Београд        |
| СК 795  | Кућа Стевана Каћанског                                                                 | Кућа Стевана Каћанског                                                                 | Симина 18                                                               | 44.818042°N 20.461867°E / 44.818042, 20.461867                                     | Београд              | Стари град                  | Београд    | Београд        |
| СК 796  | Споменик Моши Пијаде                                                                   | Споменик Моши Пијаде                                                                   | Македонска                                                              | 44.815466°N 20.4649°E / 44.815466, 20.4649                                         | Београд              | Стари град                  | Београд    | Београд        |
| СК 797  | Кућа Димитрија Крсмановића                                                             | Кућа Димитрија Крсмановића                                                             | Кнеза Симе Марковића 2                                                  | 44.818244°N 20.45121°E / 44.818244, 20.45121                                       | Београд              | Стари град                  | Београд    | Београд        |
| СК 798  | Кућа вајара Драгомира Арамбашића                                                       | Кућа вајара Драгомира Арамбашића                                                       | Господар Јевремова 20                                                   | 44.821082°N 20.458151°E / 44.821082, 20.458151                                     | Београд              | Стари град                  | Београд    | Београд        |
| СК 799  | Кафана „Руски цар“                                                                     | Кафана „Руски цар“                                                                     | Кнез Михаилова 7                                                        | 44.815713°N 20.458912°E / 44.815713, 20.458912                                     | Београд              | Стари град                  | Београд    | Београд        |
| СК 800  | Надгробни споменик Милисава Чамџије                                                    | Надгробни споменик Милисава Чамџије                                                    |                                                                         | 44.538183°N 20.351094°E / 44.538183, 20.351094                                     | Велики Борак         | Барајево                    | Београд    | Београд        |
| СК 801  | Пошаљи фотографију                                                                     | Стара школа, Бождаревац                                                                |                                                                         | 44.560509°N 20.394719°E / 44.560509, 20.394719                                     | Бождаревац           | Барајево                    | Београд    | Београд        |
| СК 802  | Пошаљи фотографију                                                                     | Надгробни споменик кнезу Аксентију Миладиновићу                                        |                                                                         | 44.324708°N 20.222543°E / 44.324708, 20.222543                                     | Чибутковица          | Лазаревац                   | Лазаревац  | Београд        |
| СК 803  | Чаршијска кућа породице Васић                                                          | Чаршијска кућа породице Васић                                                          | XIII Пролетерска 12                                                     | 44.382643°N 20.263741°E / 44.382643, 20.263741                                     | Лазаревац            | Лазаревац                   | Лазаревац  | Београд        |
| СК 804  | Споменик палим ратницима 1912—1918.                                                    | Споменик палим ратницима 1912—1918.                                                    |                                                                         | 44.434638°N 20.69197°E / 44.434638, 20.69197                                       | Младеновац           | Младеновац                  | Младеновац | Београд        |
| СК 805  | Манастир Кастаљан                                                                      | Манастир Кастаљан                                                                      |                                                                         | 44.496689°N 20.573517°E / 44.496689, 20.573517                                     | Неменикуће           | Сопот                       | Сопот      | Београд        |
| СК 806  | Споменик стрељаним таоцима                                                             | Споменик стрељаним таоцима                                                             |                                                                         | 44.681348°N 20.052961°E / 44.681348, 20.052961                                     | Скела                | Обреновац                   | Обреновац  | Београд        |
| СК 807  | Стара задружна кућа Ранковића                                                          | Стара задружна кућа Ранковића                                                          |                                                                         | 44.587533°N 20.222886°E / 44.587533, 20.222886                                     | Дражевац             | Обреновац                   | Обреновац  | Београд        |
| СК 808  | Пошаљи фотографију                                                                     | Надгробни споменик војводи Павлу Цукићу                                                |                                                                         | 44.458106°N 20.531632°E / 44.458106, 20.531632                                     | Рогача (Сопот)       | Сопот                       | Сопот      | Београд        |
| СК 809  | Пошаљи фотографију                                                                     | Стара кућа породице Жмурић                                                             |                                                                         | 44.583988°N 20.600369°E / 44.583988, 20.600369                                     | Мала Иванча          | Сопот                       | Сопот      | Београд        |
| СК 810  | Споменик и спомен костурница у Ритопеку                                                | Споменик и спомен костурница у Ритопеку                                                |                                                                         | 44.733504°N 20.649956°E / 44.733504, 20.649956                                     | Ритопек              | Гроцка                      | Београд    | Београд        |
| СК 833  | Зграда Економске школе                                                                 | Зграда Економске школе                                                                 | Цетињска 5-7                                                            | 44.816539°N 20.465812°E / 44.816539, 20.465812                                     | Београд              | Стари град                  | Београд    | Београд        |
| СК 834  | Зграда Прве београдске гимназије                                                       | Зграда Прве београдске гимназије                                                       | Цара Душана 61                                                          | 44.821048°N 20.465297°E / 44.821048, 20.465297                                     | Београд              | Стари град                  | Београд    | Београд        |
| СК 979  | Кућа породице Јефтић                                                                   | Кућа породице Јефтић                                                                   |                                                                         | 44.566013°N 20.323231°E / 44.566013, 20.323231                                     | Барајево             | Шиљаковац                   | Београд    | Београд        |
| СК 980  | Кућа архитекте Милана Злоковића                                                        | Кућа архитекте Милана Злоковића                                                        | Интернационалних бригада 76                                             | 44.794719°N 20.476367°E / 44.794719, 20.476367                                     | Београд              | Врачар                      | Београд    | Београд        |
| СК 981  | Споменик Победнику                                                                     | Споменик Победнику                                                                     | Београдска тврђава                                                      | 44.823042°N 20.447701°E / 44.823042, 20.447701                                     | Београд              | Стари град                  | Београд    | Београд        |
| СК 982  | Црква Светог Димитрија (Земун)                                                         | Црква Светог Димитрија (Земун)                                                         | Гробљанска 5                                                            | 44.849008°N 20.408991°E / 44.849008, 20.408991                                     | Земун                | Земун                       | Београд    | Београд        |
| СК 983  | Богородичина црква (Земун)                                                             | Богородичина црква (Земун)                                                             | Рајачићева 4                                                            | 44.844783°N 20.409518°E / 44.844783, 20.409518                                     | Земун                | Земун                       | Београд    | Београд        |
| СК 984  | Зграда државне штампарије                                                              | Зграда државне штампарије                                                              | Булевар војводе Мишића 17                                               | 44.797216°N 20.446519°E / 44.797216, 20.446519                                     | Београд              | Савски венац                | Београд    | Београд        |
| СК 985  | Универзитетска дечја клиника                                                           | Универзитетска дечја клиника                                                           | Тиршова 10-Пастерова 13                                                 | 44.799583°N 20.463858°E / 44.799583, 20.463858                                     | Београд              | Савски венац                | Београд    | Београд        |
| СК 986  | Кућа Миладина Пећинара                                                                 | Кућа Миладина Пећинара                                                                 | Поп Лукина 5                                                            | 44.816008°N 20.453163°E / 44.816008, 20.453163                                     | Београд              | Стари град                  | Београд    | Београд        |
| СК 987  | Палата САНУ                                                                            | Палата САНУ                                                                            | Кнез Михаилова 35                                                       | 44.817854°N 20.456636°E / 44.817854, 20.456636                                     | Београд              | Стари град                  | Београд    | Београд        |
| СК 988  | Зграда Друге женске гимназије (Школа „Никола Тесла“)                                   | Зграда Друге женске гимназије (Школа „Никола Тесла“)                                   | Краљице Наталије 31                                                     | 44.810545°N 20.460597°E / 44.810545, 20.460597                                     | Београд              | Стари град                  | Београд    | Београд        |
| СК 989  | Касарна 7. пука                                                                        | Касарна 7. пука                                                                        | Немањина 15                                                             | 44.805179°N 20.462035°E / 44.805179, 20.462035                                     | Београд              | Савски венац                | Београд    | Београд        |
| СК 990  | Кућа краља Петра I Карађорђевића                                                       | Кућа краља Петра I Карађорђевића                                                       | Владете Ковачевића 8 (Васе Пелагића 40)                                 | 44.790919°N 20.438839°E / 44.790919, 20.438839                                     | Београд              | Савски венац                | Београд    | Београд        |
| СК 991  | Зграда Трговачке академије                                                             | Зграда Трговачке академије                                                             | Светогорска 48                                                          | 44.812543°N 20.470308°E / 44.812543, 20.470308                                     | Београд              | Стари град                  | Београд    | Београд        |
| СК 992  | Пословно-стамбена зграда Петра Јанковића                                               | Пословно-стамбена зграда Петра Јанковића                                               | Албанске споменице 17                                                   | 44.8097°N 20.482677°E / 44.8097, 20.482677                                         | Београд              | Палилула                    | Београд    | Београд        |
| СК 993  | Фотографски атеље Милана Јовановића                                                    | Фотографски атеље Милана Јовановића                                                    | Теразије 40                                                             | 44.811394°N 20.461697°E / 44.811394, 20.461697                                     | Београд              | Стари град                  | Београд    | Београд        |
| СК 1118 | Дом српске православне црквене општине Земун                                           | Дом српске православне црквене општине Земун                                           | Светосавска 22                                                          | 44.844764°N 20.409249°E / 44.844764, 20.409249                                     | Земун                | Земун                       | Београд    | Београд        |
| СК 1119 | Кућа архитекте Момира Коруновића                                                       | Кућа архитекте Момира Коруновића                                                       | Ламартинова 10                                                          | 44.793721°N 20.468386°E / 44.793721, 20.468386                                     | Београд              | Врачар                      | Београд    | Београд        |
| СК 1120 | Земунско гробље на Гардошу                                                             | Земунско гробље на Гардошу                                                             |                                                                         | 44.848689°N 20.407552°E / 44.848689, 20.407552                                     | Земун                | Земун                       | Београд    | Београд        |
| СК 1614 | Кућа породице Христић-Мијушковић                                                       | Кућа породице Христић-Мијушковић                                                       | Добрачина 3                                                             | 44.817692°N 20.459899°E / 44.817692, 20.459899                                     | Београд              | Стари град                  | Београд    | Београд        |
| СК 1615 | Кућа Поповића                                                                          | Кућа Поповића                                                                          | Радивоја Кораћа 5                                                       | 44.799218°N 20.48405°E / 44.799218, 20.48405                                       | Београд              | Врачар                      | Београд    | Београд        |
| СК 1616 | Кућа Вукићевића                                                                        | Кућа Вукићевића                                                                        | Катићева 2                                                              | 44.801159°N 20.465704°E / 44.801159, 20.465704                                     | Београд              | Савски венац                | Београд    | Београд        |
| СК 1617 | Кућа Богдана Гавриловића                                                               | Кућа Богдана Гавриловића                                                               | Мишарска 11                                                             | 44.806633°N 20.466541°E / 44.806633, 20.466541                                     | Београд              | Врачар                      | Београд    | Београд        |
| СК 1618 | Кућа Милана А. Павловића                                                               | Кућа Милана А. Павловића                                                               | Грачаничка 18                                                           | 44.817292°N 20.45474°E / 44.817292, 20.45474                                       | Београд              | Стари град                  | Београд    | Београд        |
| СК 1619 | Модерна гаража у Београду                                                              | Модерна гаража у Београду                                                              | Мајке Јевросиме 30                                                      | 44.813913°N 20.466064°E / 44.813913, 20.466064                                     | Београд              | Стари град                  | Београд    | Београд        |
| СК 1620 | Земунска гимназија                                                                     | Земунска гимназија                                                                     | Градски парк 1                                                          | 44.841458°N 20.410886°E / 44.841458, 20.410886                                     | Земун                | Земун                       | Београд    | Београд        |
| СК 1621 | Хотел „Мажестик“                                                                       | Хотел „Мажестик“                                                                       | Обилићев венац 28                                                       | 44.815235°N 20.458793°E / 44.815235, 20.458793                                     | Београд              | Стари град                  | Београд    | Београд        |
| СК 1622 | Кућа Леоне Панајот                                                                     | Кућа Леоне Панајот                                                                     | Француска 31                                                            | 44.819153°N 20.464675°E / 44.819153, 20.464675                                     | Београд              | Стари град                  | Београд    | Београд        |
| СК 1623 | Кућа Михаила Ђурића                                                                    | Кућа Михаила Ђурића                                                                    | Господар Јевремова 13                                                   | 44.821957°N 20.457406°E / 44.821957, 20.457406                                     | Београд              | Стари град                  | Београд    | Београд        |
| СК 1624 | Кућа породице Миловановић                                                              | Кућа породице Миловановић                                                              | Добрачина 15                                                            | 44.818464°N 20.461059°E / 44.818464, 20.461059                                     | Београд              | Стари град                  | Београд    | Београд        |
| СК 1625 | Дом Удружења новинара Србије                                                           | Дом Удружења новинара Србије                                                           | Ресавска 28                                                             | 44.80758°N 20.465238°E / 44.80758, 20.465238                                       | Београд              | Врачар                      | Београд    | Београд        |
| СК 1626 | Кућа инжењера Павла Хорвата                                                            | Кућа инжењера Павла Хорвата                                                            | Ивићева 4                                                               | 44.842223°N 20.404775°E / 44.842223, 20.404775                                     | Земун                | Земун                       | Београд    | Београд        |
| СК 1627 | Кућа Радисава Јовановића                                                               | Кућа Радисава Јовановића                                                               | Стевана Сремца 5                                                        | 44.813681°N 20.470559°E / 44.813681, 20.470559                                     | Београд              | Стари град                  | Београд    | Београд        |
| СК 1628 | Кућа др Саве Недељковића                                                               | Кућа др Саве Недељковића                                                               | Цара Душана 41                                                          | 44.848666°N 20.403734°E / 44.848666, 20.403734                                     | Земун                | Земун                       | Београд    | Београд        |
| СК 1629 | Српска школа у Горњој вароши у Земуну                                                  | Српска школа у Горњој вароши у Земуну                                                  | Светотројичина 4                                                        | 44.850362°N 20.395505°E / 44.850362, 20.395505                                     | Земун                | Земун                       | Београд    | Београд        |
| СК 1630 | Зграда Друштва светог Саве                                                             | Зграда Друштва светог Саве                                                             | Цара Душана 11                                                          | 44.824883°N 20.457685°E / 44.824883, 20.457685                                     | Београд              | Стари град                  | Београд    | Београд        |
| СК 1631 | Земунска пошта                                                                         | Земунска пошта                                                                         | Главна 8                                                                | 44.842668°N 20.413224°E / 44.842668, 20.413224                                     | Земун                | Земун                       | Београд    | Београд        |
| СК 1632 | Вучина кућа на Сави                                                                    | Вучина кућа на Сави                                                                    | Карађорђева 61-61а                                                      | 44.813247°N 20.452808°E / 44.813247, 20.452808                                     | Београд              | Савски венац                | Београд    | Београд        |
| СК 1633 | Кућа Димитрија Живадиновића                                                            | Кућа Димитрија Живадиновића                                                            | Грачаничка 16                                                           | 44.817513°N 20.454412°E / 44.817513, 20.454412                                     | Београд              | Стари град                  | Београд    | Београд        |
| СК 1634 | Кућа Андре Ђорђевића                                                                   | Кућа Андре Ђорђевића                                                                   | Змај Јовина 33а                                                         | 44.820618°N 20.462373°E / 44.820618, 20.462373                                     | Београд              | Стари град                  | Београд    | Београд        |
| СК 1635 | Пошаљи фотографију                                                                     | Кућа породице Димитријевић                                                             |                                                                         | 44.518664°N 20.32554°E / 44.518664, 20.32554                                       | Лесковац (Лазаревац) | Лазаревац                   | Лазаревац  | Београд        |
| СК 1636 | Пошаљи фотографију                                                                     | Кућа породице Ђурђић                                                                   |                                                                         | 44.300387°N 20.272496°E / 44.300387, 20.272496                                     | Дудовица             | Лазаревац                   | Лазаревац  | Београд        |
| СК 1637 | Пошаљи фотографију                                                                     | Кућа породице Милетић                                                                  |                                                                         | 44.432799°N 20.284856°E / 44.432799, 20.284856                                     | Вреоци               | Лазаревац                   | Лазаревац  | Београд        |
| СК 1638 | Пошаљи фотографију                                                                     | Кућа породице Перлић                                                                   |                                                                         | 44.300142°N 20.271123°E / 44.300142, 20.271123                                     | Дудовица             | Лазаревац                   | Лазаревац  | Београд        |
| СК 1639 | Црква Светог Саве у Бечмену                                                            | Црква Светог Саве у Бечмену                                                            | 11. октобра                                                             | 44.78086°N 20.203532°E / 44.78086, 20.203532                                       | Бечмен               | Сурчин                      | Београд    | Београд        |
| СК 1640 | Црква Светог Георгија у Бежанији                                                       | Црква Светог Георгија у Бежанији                                                       | Војвођанска 70                                                          | 44.807478°N 20.374369°E / 44.807478, 20.374369                                     | Бежанија             | Нови Београд                | Београд    | Београд        |
| СК 1641 | Парно купатило браће Крсмановић                                                        | Парно купатило браће Крсмановић                                                        | Цара Душана 45а                                                         | 44.822083°N 20.46285°E / 44.822083, 20.46285                                       | Београд              | Стари град                  | Београд    | Београд        |
| СК 1642 | Хотел „Метропол“                                                                       | Хотел „Метропол“                                                                       | Булевар револуције 69                                                   | 44.80677°N 20.473868°E / 44.80677, 20.473868                                       | Београд              | Палилула                    | Београд    | Београд        |
| СК 1643 | Стара механа у Барајеву                                                                | Стара механа у Барајеву                                                                |                                                                         | 44.580014°N 20.415675°E / 44.580014, 20.415675                                     | Барајево             | Барајево                    | Београд    | Београд        |
| СК 1644 | Кућа Здравка Ђурића                                                                    | Кућа Здравка Ђурића                                                                    | Призренска 7                                                            | 44.813761°N 20.458951°E / 44.813761, 20.458951                                     | Београд              | Стари град                  | Београд    | Београд        |
| СК 1645 | Зграда Љубомира Миладиновића                                                           | Зграда Љубомира Миладиновића                                                           | Светогорска 6                                                           | 44.814727°N 20.46622°E / 44.814727, 20.46622                                       | Београд              | Стари град                  | Београд    | Београд        |
| СК 1646 | Кућа трговца Црвенчанина                                                               | Кућа трговца Црвенчанина                                                               | Краља Петра 15                                                          | 44.81883°N 20.453656°E / 44.81883, 20.453656                                       | Београд              | Стари град                  | Београд    | Београд        |
| СК 1647 | Кућа Драгољуба Гошића                                                                  | Кућа Драгољуба Гошића                                                                  | Војводе Дојчина 7                                                       | 44.791247°N 20.433185°E / 44.791247, 20.433185                                     | Београд              | Савски венац                | Београд    | Београд        |
| СК 1648 | Палата Министарства финансија Краљевине Југославије                                    | Палата Министарства финансија Краљевине Југославије                                    | Кнеза Милоша 22                                                         | 44.803047°N 20.456569°E / 44.803047, 20.456569                                     | Београд              | Савски венац                | Београд    | Београд        |
| СК 1649 | Вила Душана Томића                                                                     | Вила Душана Томића                                                                     | Ужичка 8                                                                | 44.78712°N 20.447207°E / 44.78712, 20.447207                                       | Београд              | Савски венац                | Београд    | Београд        |
| СК 1650 | Зграда Јосифа Шојата                                                                   | Зграда Јосифа Шојата                                                                   | Бранкова 14                                                             | 44.814933°N 20.455212°E / 44.814933, 20.455212                                     | Београд              | Стари град                  | Београд    | Београд        |
| СК 1651 | Астрономска опсерваторија у Београду                                                   | Астрономска опсерваторија у Београду                                                   | Волгина 7                                                               | 44.797322°N 20.511387°E / 44.797322, 20.511387                                     | Београд              | Звездара                    | Београд    | Београд        |
| СК 1652 | Вила Олге Мос                                                                          | Вила Олге Мос                                                                          | Толстојева 29                                                           | 44.782467°N 20.451778°E / 44.782467, 20.451778                                     | Београд              | Савски венац                | Београд    | Београд        |
| СК 1653 | Кућа Милутина Миланковића                                                              | Кућа Милутина Миланковића                                                              | Љубомира Стојановића 9                                                  | 44.815728°N 20.478834°E / 44.815728, 20.478834                                     | Београд              | Палилула                    | Београд    | Београд        |
| СК 1654 | Палата Министарства шума и руда и Министарства пољопривреде и вода                     | Палата Министарства шума и руда и Министарства пољопривреде и вода                     | Кнеза Милоша 24-26                                                      | 44.803169°N 20.456616°E / 44.803169, 20.456616                                     | Београд              | Савски венац                | Београд    | Београд        |
| СК 1655 | Кућа Михаила Поповића                                                                  | Кућа Михаила Поповића                                                                  | Курсулина 35                                                            | 44.801304°N 20.474544°E / 44.801304, 20.474544                                     | Београд              | Врачар                      | Београд    | Београд        |
| СК 1656 | Кућа Милорада Павловића                                                                | Кућа Милорада Павловића                                                                | Краља Петра 11-13                                                       | 44.82015°N 20.455157°E / 44.82015, 20.455157                                       | Београд              | Стари град                  | Београд    | Београд        |
| СК 1657 | Зграда Јакова Челебоновића                                                             | Зграда Јакова Челебоновића                                                             | Вука Караџића 18                                                        | 44.817996°N 20.456183°E / 44.817996, 20.456183                                     | Београд              | Стари град                  | Београд    | Београд        |
| СК 1671 | Шкаркина вила                                                                          | Шкаркина вила                                                                          | Делиградска 13                                                          | 44.800999°N 20.46453°E / 44.800999, 20.46453                                       | Београд              | Савски венац                | Београд    | Београд        |
| СК 1700 | Спомен дом вајара Радете Станковића                                                    | Спомен дом вајара Радете Станковића                                                    | Симина 15                                                               | 44.819534°N 20.460381°E / 44.819534, 20.460381                                     | Београд              | Стари град                  | Београд    | Београд        |
| СК 1701 | Кућа породице Стевановић                                                               | Кућа породице Стевановић                                                               |                                                                         | 44.570415°N 20.328973°E / 44.570415, 20.328973                                     | Шиљаковац            | Барајево                    | Београд    | Београд        |
| СК 1702 | Кућа породице Баџак                                                                    | Кућа породице Баџак                                                                    |                                                                         | 44.377183°N 20.722949°E / 44.377183, 20.722949                                     | Јагњило              | Младеновац                  | Младеновац | Београд        |
| СК 1703 | Кућа породице Крџалић                                                                  | Кућа породице Крџалић                                                                  |                                                                         | 44.259462°N 20.766722°E / 44.259462, 20.766722                                     | Јунковац             | Лазаревац                   | Лазаревац  | Београд        |
| СК 1704 | Црква Светог Великомученика Димитрија                                                  | Црква Светог Великомученика Димитрија                                                  |                                                                         | 44.520377°N 20.324008°E / 44.520377, 20.324008                                     | Лесковац (Лазаревац) | Лазаревац                   | Лазаревац  | Београд        |
| СК 1940 | Зграде Генералштаба војске Србије и Црне Горе и Министарства одбране                   | Зграде Генералштаба војске Србије и Црне Горе и Министарства одбране                   | Кнеза Милоша 33-41                                                      | 44.804802°N 20.46034°E / 44.804802, 20.46034                                       | Београд              | Савски венац                | Београд    | Београд        |
| СК 1941 | Црква Св. арханђела Михаила у Бељини                                                   | Црква Св. арханђела Михаила у Бељини                                                   |                                                                         | 44.512543°N 20.402616°E / 44.512543, 20.402616                                     | Бељина               | Барајево                    | Београд    | Београд        |
| СК 1942 | Манастир Ваведење Пресвете Богородице у Београду                                       | Манастир Ваведење Пресвете Богородице у Београду                                       | Љубе Јовановића 2                                                       | 44.791917°N 20.443901°E / 44.791917, 20.443901                                     | Београд              | Савски венац                | Београд    | Београд        |
| СК 1943 | Црква Светог архангела Гаврила у Београду                                              | Црква Светог архангела Гаврила у Београду                                              | Хумска 6                                                                | 44.789389°N 20.46255°E / 44.789389, 20.46255                                       | Београд              | Савски венац                | Београд    | Београд        |
| СК 1944 | Манастир Грабовац                                                                      | Манастир Грабовац                                                                      |                                                                         | 44.61705°N 20.100161°E / 44.61705, 20.100161                                       | Грабовац             | Обреновац                   | Обреновац  | Београд        |
| СК 1945 | Црква Свете Тројице у Баћевцу                                                          | Црква Свете Тројице у Баћевцу                                                          |                                                                         | 44.580931°N 20.377527°E / 44.580931, 20.377527                                     | Баћевац              | Барајево                    | Београд    | Београд        |
| СК 1946 | Црква Светог Вазнесења у Дрену                                                         | Црква Светог Вазнесења у Дрену                                                         |                                                                         | 44.376999°N 20.304438°E / 44.376999, 20.304438                                     | Дрен (Обреновац)     | Обреновац                   | Обреновац  | Београд        |
| СК 1947 | Пошаљи фотографију                                                                     | Црква Покрова Пресвете Богородице у Баричу                                             |                                                                         | 44.651742°N 20.259984°E / 44.651742, 20.259984                                     | Барич                | Обреновац                   | Обреновац  | Београд        |
| СК 1950 | Евангелистичка црква у Земуну                                                          | Евангелистичка црква у Земуну                                                          |                                                                         | 44.841493°N 20.404453°E / 44.841493, 20.404453                                     | Земун                | Земун                       | Београд    | Београд        |
| СК 1951 | Пошаљи фотографију                                                                     | Црква Св. Параскеве у Бољевцима                                                        |                                                                         | 44.722878°N 20.216333°E / 44.722878, 20.216333                                     | Сурчин               | Бољевци                     | Београд    | Београд        |
| СК 1952 | Црква Св. Николе у Вишњици                                                             | Црква Св. Николе у Вишњици                                                             |                                                                         | 44.836806°N 20.557541°E / 44.836806, 20.557541                                     | Београд              | Звездара                    | Београд    | Београд        |
| СК 1953 | Црква Светог Јована Претече у Петровчићу                                               | Црква Светог Јована Претече у Петровчићу                                               |                                                                         | 44.794231°N 20.145272°E / 44.794231, 20.145272                                     | Петровчић            | Сурчин                      | Београд    | Београд        |
| СК 1954 | Пошаљи фотографију                                                                     | Црква Светог великомученика Георгија у Угриновцима                                     |                                                                         | 44.875883°N 20.187586°E / 44.875883, 20.187586                                     | Земун                | Угриновци                   | Београд    | Београд        |
| СК 1955 | Храм Покрова Пресвете Богородице у Београду                                            | Храм Покрова Пресвете Богородице у Београду                                            | Кајмакчаланска 55                                                       | 44.798202°N 20.491003°E / 44.798202, 20.491003                                     | Београд              | Звездара                    | Београд    | Београд        |
| СК 1956 | Црква Св. Николе у Сибници                                                             | Црква Св. Николе у Сибници                                                             |                                                                         | 44.463375°N 20.453612°E / 44.463375, 20.453612                                     | Сопот                | Сибница                     | Београд    | Београд        |
| СК 1957 | Црква Светог цара Константина и царице Јелене у Овчи                                   | Црква Светог цара Константина и царице Јелене у Овчи                                   |                                                                         | 44.888578°N 20.535354°E / 44.888578, 20.535354                                     | Београд              | Палилула                    | Београд    | Београд        |
| СК 1962 | Зграда команде ваздухопловства                                                         | Зграда команде ваздухопловства                                                         | Авијатичарски Трг 12                                                    | 44.841173°N 20.414356°E / 44.841173, 20.414356                                     | Земун                | Земун                       | Београд    | Београд        |
| СК 1963 | Ботаничка башта „Јевремовац“                                                           | Ботаничка башта „Јевремовац“                                                           | Таковска 43                                                             | 44.814419°N 20.4733°E / 44.814419, 20.4733                                         | Београд              | Стари град                  | Београд    | Београд        |
| СК 1964 | Зграда Сеизмолошког завода                                                             | Зграда Сеизмолошког завода                                                             | Ташмајдански парк бб                                                    | 44.80932°N 20.471386°E / 44.80932, 20.471386                                       | Београд              | Палилула                    | Београд    | Београд        |
| СК 1965 | Зграда Министарства пошта                                                              | Зграда Министарства пошта                                                              | угао улица Палмотићеве 2 и Мајке Јевросиме 13                           | 44.812459°N 20.467834°E / 44.812459, 20.467834                                     | Београд              | Стари град                  | Београд    | Београд        |
| СК 1966 | Комплекс радничких станова                                                             | Комплекс радничких станова                                                             | Гундулићев венац 30-32                                                  | 44.820352°N 20.469229°E / 44.820352, 20.469229                                     | Београд              | Стари град                  | Београд    | Београд        |
| СК 1967 | Зграда Соколског дома „Матица“                                                         | Зграда Соколског дома „Матица“                                                         | Делиградска бр. 27                                                      | 44.799945°N 20.463317°E / 44.799945, 20.463317                                     | Београд              | Савски венац                | Београд    | Београд        |
| СК 1968 | Палата пензионог фонда                                                                 | Палата пензионог фонда                                                                 | угао Трга Николе Пашића 3 и Теразија 29                                 | 44.812338°N 20.461821°E / 44.812338, 20.461821                                     | Београд              | Стари град                  | Београд    | Београд        |
| СК 1969 | Зграда Аеро клуба                                                                      | Зграда Аеро клуба                                                                      | угао Узун Миркове 4 и Краља Петра 36                                    | 44.820108°N 20.455791°E / 44.820108, 20.455791                                     | Београд              | Стари град                  | Београд    | Београд        |
| СК 1970 | Зграда Архива Југославије                                                              | Зграда Архива Југославије                                                              | Васе Пелагића 33                                                        | 44.789229°N 20.441832°E / 44.789229, 20.441832                                     | Београд              | Савски венац                | Београд    | Београд        |
| СК 1971 | Пошаљи фотографију                                                                     | Зграда Ковнице новца                                                                   | Пионирска 2                                                             | 44.782094°N 20.43358°E / 44.782094, 20.43358                                       | Београд              | Чукарица                    | Београд    | Београд        |
| СК 1972 | Зграда Дечјег дома краљице Марије                                                      | Зграда Дечјег дома краљице Марије                                                      | Цара Душана 57                                                          | 44.849716°N 20.400515°E / 44.849716, 20.400515                                     | Земун                | Земун                       | Београд    | Београд        |
| СК 1973 | Основна школа Краљица Марија                                                           | Основна школа Краљица Марија                                                           | Првомајска 79                                                           | 44.84169°N 20.385021°E / 44.84169, 20.385021                                       | Земун                | Земун                       | Београд    | Београд        |
| СК 2004 | Дом врачарске штедионице у Београду                                                    | Дом врачарске штедионице у Београду                                                    | Краља Милана 9                                                          | 44.808553°N 20.463452°E / 44.808553, 20.463452                                     | Београд              | Стари град                  | Београд    | Београд        |
| СК 2005 | Хотел „Авала“ у Београду                                                               | Хотел „Авала“ у Београду                                                               | Авала                                                                   | 44.69086°N 20.51349°E / 44.69086, 20.51349                                         | Београд              | Вождовац                    | Београд    | Београд        |
| СК 2006 | Кућа Флашар у Београду                                                                 | Кућа Флашар у Београду                                                                 | Корнелија Станковића 16                                                 | 44.792891°N 20.470165°E / 44.792891, 20.470165                                     | Београд              | Врачар                      | Београд    | Београд        |
| СК 2007 | Кућа пуковника Елезовића у Београду                                                    | Кућа пуковника Елезовића у Београду                                                    | Његошева 20                                                             | 44.803869°N 20.46817°E / 44.803869, 20.46817                                       | Београд              | Врачар                      | Београд    | Београд        |
| СК 2008 | Пошаљи фотографију                                                                     | Кућа трговца Душана Лазића у Београду                                                  | Булевар мира 47                                                         | 44.774067°N 20.456108°E / 44.774067, 20.456108                                     | Београд              | Савски венац                | Београд    | Београд        |
| СК 2009 | Зграда Правног факултета у Београду                                                    | Зграда Правног факултета у Београду                                                    | Бул. краља Александра 67                                                | 44.80731°N 20.472334°E / 44.80731, 20.472334                                       | Београд              | Палилула                    | Београд    | Београд        |
| СК 2010 | Студентски дом краљ Александар I у Београду                                            | Студентски дом краљ Александар I у Београду                                            | Бул. краља Александра 75                                                | 44.804113°N 20.479877°E / 44.804113, 20.479877                                     | Београд              | Звездара                    | Београд    | Београд        |
| СК 2011 | Вила Стевке Милићевић у Београду                                                       | Вила Стевке Милићевић у Београду                                                       | Ужичка 54                                                               | 44.780114°N 20.456647°E / 44.780114, 20.456647                                     | Београд              | Савски венац                | Београд    | Београд        |
| СК 2012 | Зграда Министарства саобраћаја у Београду                                              | Зграда Министарства саобраћаја у Београду                                              | Немањина 6                                                              | 44.806138°N 20.458902°E / 44.806138, 20.458902                                     | Београд              | Савски венац                | Београд    | Београд        |
| СК 2013 | Зграда Пензионог фонда Беочинске фабрике цемента у Београду                            | Зграда Пензионог фонда Беочинске фабрике цемента у Београду                            | 29. новембра 10 и Браће Југовића 21                                     | 44.816497°N 20.462592°E / 44.816497, 20.462592                                     | Београд              | Стари град                  | Београд    | Београд        |
| СК 2014 | Зграда Техничког факултета у Београду                                                  | Зграда Техничког факултета у Београду                                                  | Бул. краља Александра 73                                                | 44.805963°N 20.475703°E / 44.805963, 20.475703                                     | Београд              | Врачар                      | Београд    | Београд        |
| СК 2019 | Кућа издавача и књижара Геце Кона у Београду                                           | Кућа издавача и књижара Геце Кона у Београду                                           | Кнез Михаилова 12                                                       | 44.817935°N 20.456767°E / 44.817935, 20.456767                                     | Београд              | Стари град                  | Београд    | Београд        |
| СК 2046 | Хала 1 Београдског сајма                                                               | Хала 1 Београдског сајма                                                               |                                                                         | 44.795647°N 20.435255°E / 44.795647, 20.435255                                     | Београд              | Савски венац                | Београд    | Београд        |
| СК 2047 | Дворски комплекс на Дедињу у Београду                                                  | Дворски комплекс на Дедињу у Београду                                                  | Дедиње                                                                  | 44.765681°N 20.453527°E / 44.765681, 20.453527                                     | Београд              | Савски венац                | Београд    | Београд        |
| СК 2048 | Црква Светих апостола Петра и Павла у Јагњилу са собрашицама                           | Црква Светих апостола Петра и Павла у Јагњилу са собрашицама                           |                                                                         | 44.377153°N 20.722783°E / 44.377153, 20.722783                                     | Јагњило              | Младеновац                  | Младеновац | Београд        |
| СК 2049 | Црква Свете Тројице у Рипњу                                                            | Црква Свете Тројице у Рипњу                                                            |                                                                         | 44.640933°N 20.521246°E / 44.640933, 20.521246                                     | Рипањ                | Вождовац                    | Београд    | Београд        |
| СК 2050 | Црква Светог Марка у Стојнику                                                          | Црква Светог Марка у Стојнику                                                          |                                                                         | 44.518021°N 20.494302°E / 44.518021, 20.494302                                     | Стојник              | Сопот                       | Београд    | Београд        |
| СК 2051 | Црква Светог Антуна Падованског у Београду                                             | Црква Светог Антуна Падованског у Београду                                             |                                                                         | 44.796892°N 20.490579°E / 44.796892, 20.490579                                     | Београд              | Звездара                    | Београд    | Београд        |
| СК 2115 | Дом синдиката (Београд)                                                                | Дом синдиката (Београд)                                                                | Трг Николе Пашића 5а и Дечанска 14                                      | 44.81329°N 20.46286°E / 44.81329, 20.46286                                         | Београд              | Стари град                  | Београд    | Београд        |
| СК 2116 | Битеф театар                                                                           | Битеф театар                                                                           | Дринчићева 1, Кнез Милетина 4                                           | 44.818062°N 20.468769°E / 44.818062, 20.468769                                     | Београд              | Стари град                  | Београд    | Београд        |
| СК 2117 | Београдска синагога                                                                    | Београдска синагога                                                                    | Маршала Бирјузова 19                                                    | 44.814924°N 20.457308°E / 44.814924, 20.457308                                     | Београд              | Стари град                  | Београд    | Београд        |
| СК 2118 | Кућа књижара Марка Марковића                                                           | Кућа књижара Марка Марковића                                                           | Господар Јованова 45а                                                   | 44.820999°N 20.461081°E / 44.820999, 20.461081                                     | Београд              | Стари град                  | Београд    | Београд        |
| СК 2119 | Термоелектрана „Снага и светлост“                                                      | Термоелектрана „Снага и светлост“                                                      | Дунавски кеј б.б.                                                       | 44.828152°N 20.467279°E / 44.828152, 20.467279                                     | Београд              | Стари град                  | Београд    | Београд        |
| СК 2120 | Биндерова кућа у Земуну                                                                | Биндерова кућа у Земуну                                                                | Др Петра Марковића 4                                                    | 44.841917°N 20.414464°E / 44.841917, 20.414464                                     | Земун                | Земун                       | Београд    | Београд        |
| СК 2121 | Палата Главне поште                                                                    | Палата Главне поште                                                                    | Таковска 2 и Булевар краља Александра 15                                | 44.810719°N 20.467079°E / 44.810719, 20.467079                                     | Београд              | Палилула                    | Београд    | Београд        |
| СК 2122 | Фабрика хартије Милана Вапе                                                            | Фабрика хартије Милана Вапе                                                            | Булевар војводе Мишића 10                                               | 44.797562°N 20.444361°E / 44.797562, 20.444361                                     | Београд              | Савски венац                | Београд    | Београд        |
| СК 2123 | Пошаљи фотографију                                                                     | Вила Рајх у Београду                                                                   | Сање Живановић 2а                                                       | 44.793093°N 20.436951°E / 44.793093, 20.436951                                     | Београд              | Савски венац                | Београд    | Београд        |
| СК 2124 | Зграда Војногеографског института у Београду                                           | Зграда Војногеографског института у Београду                                           | Мије Ковачевића 5                                                       | 44.81282°N 20.48744°E / 44.81282, 20.48744                                         | Београд              | Палилула                    | Београд    | Београд        |
| СК 2125 | Зграда Класне лутрије у Београду                                                       | Зграда Класне лутрије у Београду                                                       | Васе Чарапића 20                                                        | 44.818169°N 20.458929°E / 44.818169, 20.458929                                     | Београд              | Стари град                  | Београд    | Београд        |
| СК 2126 | Стара капетанија у Земуну                                                              | Стара капетанија у Земуну                                                              | Кеј ослобођења 8                                                        | 44.846667°N 20.415038°E / 44.846667, 20.415038                                     | Земун                | Земун                       | Београд    | Београд        |
| СК 2127 | Хотел „Праг” у Београду                                                                | Хотел „Праг” у Београду                                                                | Краљице Наталије 25-27                                                  | 44.810993°N 20.459602°E / 44.810993, 20.459602                                     | Београд              | Стари град                  | Београд    | Београд        |
| СК 2128 | Зграда Социјалног осигурања у Београду                                                 | Зграда Социјалног осигурања у Београду                                                 | Немањина 30                                                             | 44.80331°N 20.463881°E / 44.80331, 20.463881                                       | Београд              | Савски Венац                | Београд    | Београд        |
| СК 2129 | Соколски дом (Обреновац)                                                               | Соколски дом (Обреновац)                                                               | Војводе Мишића 226                                                      | 44.65683°N 20.205709°E / 44.65683, 20.205709                                       | Обреновац            | Обреновац                   | Београд    | Београд        |
| СК 2133 | Вила Лазића и Митровића у Београду                                                     | Вила Лазића и Митровића у Београду                                                     | Милована Глишића 4-4а                                                   | 44.792511°N 20.43074°E / 44.792511, 20.43074                                       | Београд              | Савски Венац                | Београд    | Београд        |
| СК 2134 | Кућа Невене Заборски у Београду                                                        | Кућа Невене Заборски у Београду                                                        | Далматинска 79                                                          | 44.80962°N 20.479549°E / 44.80962, 20.479549                                       | Београд              | Палилула                    | Београд    | Београд        |
| СК 2135 | Вила глумице Марице Поповић у Београду                                                 | Вила глумице Марице Поповић у Београду                                                 | Сењачка 35                                                              | 44.79224°N 20.43792°E / 44.79224, 20.43792                                         | Београд              | Савски Венац                | Београд    | Београд        |
| СК 2136 | Пошаљи фотографију                                                                     | Зграда Министарства социјалне политике и народног здравља у Београду                   | Кнеза Милоша 101                                                        | 44.799877°N 20.453797°E / 44.799877, 20.453797                                     | Београд              | Савски Венац                | Београд    | Београд        |
| СК 2137 | Зграда Водне заједнице у Земуну                                                        | Зграда Водне заједнице у Земуну                                                        | Авијатичарски трг 10                                                    | 44.841571°N 20.414077°E / 44.841571, 20.414077                                     | Земун                | Земун                       | Београд    | Београд        |
| СК 2138 | Стара зграда Пољопривредног факултета у Земуну                                         | Стара зграда Пољопривредног факултета у Земуну                                         | Немањина 6                                                              | 44.84008°N 20.412189°E / 44.84008, 20.412189                                       | Земун                | Земун                       | Београд    | Београд        |
| СК 2144 | Палата Србије                                                                          | Палата Србије                                                                          | Булевар Михајла Пупина 2                                                | 44.8200303°N 20.42748789999996°E / 44.8200303, 20.42748789999996                   | Београд              | Нови Београд                | Београд    | Београд        |
| СК 2145 | Музеј ваздухопловства у Београду                                                       | Музеј ваздухопловства у Београду                                                       |                                                                         | 44.498°N 20.177°E / 44.498, 20.177                                                 | Београд              | Сурчин                      | Београд    | Београд        |
| СК 2146 | Хангар Старог аеродрома                                                                | Хангар Старог аеродрома                                                                | Омладинских бригада 88                                                  | 44.813769°N 20.396876°E / 44.813769, 20.396876                                     | Београд              | Нови Београд                | Београд    | Београд        |
| СК 2147 | Уметничка ливница „Пластика“ у Београду                                                | Уметничка ливница „Пластика“ у Београду                                                | Цариградска 23                                                          | 44.818932°N 20.473749°E / 44.818932, 20.473749                                     | Београд              | Стари град                  | Београд    | Београд        |
| СК 2149 | Споменик војводи Вуку                                                                  | Споменик војводи Вуку                                                                  | Парк Топличин венац                                                     | 44.816791°N 20.454849°E / 44.816791, 20.454849                                     | Београд              | Стари град                  | Београд    | Београд        |
| СК 2156 | Кућа грађевинара Карла Кнола у Београду                                                | Кућа грађевинара Карла Кнола у Београду                                                | Булевар деспота Стефана 45                                              | 44.817059°N 20.469379°E / 44.817059, 20.469379                                     | Београд              | Стари град                  | Београд    | Београд        |
| СК 2174 | Кућа архитекте Јована Илкића у Београду                                                | Кућа архитекте Јована Илкића у Београду                                                | Милоша Поцерца 32                                                       | 44.80204°N 20.45779°E / 44.80204, 20.45779                                         | Београд              | Савски Венац                | Београд    | Београд        |
| СК 2200 | Српска школа у Батајници                                                               | Српска школа у Батајници                                                               | Пуковника Миленка Павловића 7а                                          | 44.9065528°N 20.2736988°E / 44.9065528, 20.2736988                                 | Београд              | Земун                       | Београд    | Београд        |
| СК 2201 | Зграда са сликарским атељеима и галеријом Салона Музеја савремене уметности у Београду | Зграда са сликарским атељеима и галеријом Салона Музеја савремене уметности у Београду | Париска 14                                                              | 44.81892°N 20.45998°E / 44.81892, 20.45998                                         | Београд              | Стари град                  | Београд    | Београд        |
| СК 2202 | Дом Савеза набављачких задруга државних службеника у Београду                          | Дом Савеза набављачких задруга државних службеника у Београду                          | Македонска 21                                                           | 44.81892°N 20.45998°E / 44.81892, 20.45998                                         | Београд              | Стари град                  | Београд    | Београд        |
| СК 2206 | Дом Удружења југословенских инжењера и архитеката у Београду                           | Дом Удружења југословенских инжењера и архитеката у Београду                           | Кнеза Милоша 7                                                          | 44.809699°N 20.465303°E / 44.809699, 20.465303                                     | Београд              | Врачар                      | Београд    | Београд        |
| СК 2208 | Зграда Старе основне школе у Бежанији                                                  | Зграда Старе основне школе у Бежанији                                                  | Омладинских бригада 88                                                  | 44.808041°N 20.374349°E / 44.808041, 20.374349                                     | Београд              | Нови Београд                | Београд    | Београд        |
| СК 2210 | Дом Радничке коморе у Београду                                                         | Дом Радничке коморе у Београду                                                         | Немањина 28                                                             | 44.8035047°N 20.4634675°E / 44.8035047, 20.4634675                                 | Београд              | Савски венац                | Београд    | Београд        |
| СК 2213 | Споменик Васи Чарапићу у Београду                                                      | Споменик Васи Чарапићу у Београду                                                      | сквер између улица Француске, Браће Југовића и Булевара деспота Стефана | 44.816922669579306°N 20.461947613302073°E / 44.816922669579306, 20.461947613302073 | Београд              | Стари град                  | Београд    | Београд        |
| СК 2214 | Зграда представништва Првог дунавског паробродарског друштва у Београду                | Зграда представништва Првог дунавског паробродарског друштва у Београду                | Господар Јевремова 33 и Капетан Мишина 6а                               | 44.81892°N 20.45998°E / 44.81892, 20.45998                                         | Београд              | Стари град                  | Београд    | Београд        |
| СК 2215 | Споменик Карађорђу у Београду                                                          | Споменик Карађорђу у Београду                                                          | Светосавски плато                                                       | 44.79835399583189°N 20.46651005744934°E / 44.79835399583189, 20.46651005744934     | Београд              | Врачар                      | Београд    | Београд        |
| СК 2216 | Зграда ауто сервиса „Фиат” у Београду                                                  | Зграда ауто сервиса „Фиат” у Београду                                                  | Булевар ослобођења 61 и Рудничка 1                                      | 44.7923707°N 20.4670244°E / 44.7923707, 20.4670244                                 | Београд              | Врачар                      | Београд    | Београд        |
| СК 2218 | Пошаљи фотографију                                                                     | Вила Штерић у Београду                                                                 | Генерала Штурма 4                                                       | 44.793036799999996°N 20.3677696°E / 44.793036799999996, 20.3677696                 | Београд              | Савски венац                | Београд    | Београд        |
| СК 2219 | Зграда „Прогреса” у Београду                                                           | Зграда „Прогреса” у Београду                                                           | Змај Јовина 8–10                                                        | 44.81892°N 20.45998°E / 44.81892, 20.45998                                         | Београд              | Стари град                  | Београд    | Београд        |
| СК 2220 | Зграда Дома штампе                                                                     | Зграда Дома штампе                                                                     | Кнез Михаилова 6                                                        | 44.81892°N 20.45998°E / 44.81892, 20.45998                                         | Београд              | Стари град                  | Београд    | Београд        |
| СК 2229 | Зграда Хемпро                                                                          | Зграда Хемпро                                                                          | Теразије 8                                                              | 44.814321°N 20.460156°E / 44.814321, 20.460156                                     | Београд              | Стари град                  | Београд    | Београд        |
| СК 2230 | Кућа Јосифа Шојата у Београду                                                          | Кућа Јосифа Шојата у Београду                                                          | Краља Милутина 33                                                       | 44.8039996°N 20.4664796°E / 44.8039996, 20.4664796                                 | Београд              | Врачар                      | Београд    | Београд        |
| СК 2233 | Кућа Петронијевића                                                                     | Кућа Петронијевића                                                                     | Кнеза Милоша 19                                                         | 44.808586°N 20.4640313°E / 44.808586, 20.4640313                                   | Београд              | Врачар                      | Београд    | Београд        |
| СК 2234 | Пошаљи фотографију                                                                     | Зграда Службе друштвеног књиговодства Југославије                                      | Поп Лукина 7-9                                                          | 44.815431°N 20.453417°E / 44.815431, 20.453417                                     | Београд              | Стари град                  | Београд    | Београд        |
| СК 2236 | Вила Прендић у Београду                                                                | Вила Прендић у Београду                                                                | Османа Ђикића 20                                                        | 44.816227°N 20.482040°E / 44.816227, 20.482040                                     | Београд              | Палилула                    | Београд    | Београд        |
| СК 2241 | Сава центар                                                                            | Сава центар                                                                            | Милентија Поповића 9                                                    | 44.808991°N 20.431672°E / 44.808991, 20.431672                                     | Београд              | Нови Београд                | Београд    | Београд        |
| СК 2243 | Западна капија Београда                                                                | Западна капија Београда                                                                | Народних хероја                                                         | 44.820263°N 20.405163°E / 44.820263, 20.405163                                     | Београд              | Нови Београд                | Београд    | Београд        |
| СК 2252 | Пошаљи фотографију                                                                     | Црква Светог Арханђела Гаврила у Шопићу                                                |                                                                         | 44.39331625720618°N 20.256441640918126°E / 44.39331625720618, 20.256441640918126   | Шопић                | Лазаревац                   | Београд    | Београд        |
| СК 2270 | Црква Блажене деве Марије у Земуну                                                     | Црква Блажене деве Марије у Земуну                                                     |                                                                         | 44.84593260631001°N 20.413579443371848°E / 44.84593260631001, 20.413579443371848   | Земун                | Земун                       | Београд    | Београд        |
| СК 2271 | Кафана Бели медвед у Земуну                                                            | Кафана Бели медвед у Земуну                                                            |                                                                         | 44.845958°N 20.408059°E / 44.845958, 20.408059                                     | Земун                | Земун                       | Београд    | Београд        |
| СК 2278 | Пошаљи фотографију                                                                     | Вила Бруна Мозера у Земуну                                                             |                                                                         | 44.839474°N 20.392184°E / 44.839474, 20.392184                                     | Земун                | Земун                       | Београд    | Београд        |